# James Joyce
James Augustine Aloysius Joyce (Dublín, 2 de febrero de 1882-Zúrich, 13 de enero de 1941) fue un escritor irlandés, mundialmente reconocido como uno de los más importantes e influyentes del siglo XX, aclamado por su obra maestra, Ulises (1922), y por su controvertida novela posterior, Finnegans Wake (1939). Igualmente ha sido muy valorada la serie de historias breves titulada Dublineses (1914), así como su novela semiautobiográfica Retrato del artista adolescente (1916). Joyce es representante destacado de la corriente literaria de vanguardia denominada modernismo anglosajón, junto a autores como T. S. Eliot, Virginia Woolf, Ezra Pound o Wallace Stevens.
Aunque pasó la mayor parte de su vida adulta fuera de Irlanda, el universo literario de este autor se encuentra fuertemente enraizado en su nativa Dublín, la ciudad que provee a sus obras de los escenarios, ambientes, personajes y demás materia narrativa. Más en particular, su problemática relación primera con la Iglesia católica de Irlanda se refleja muy bien a través de los conflictos interiores que atormentan a su alter ego en la ficción, representado por el personaje de Stephen Dedalus. Así, Joyce es conocido por su atención minuciosa a un escenario muy delimitado y por su prolongado y autoimpuesto exilio, pero también por su enorme influencia en todo el mundo. Por ello, pese a su regionalismo, paradójicamente llegó a ser uno de los escritores más cosmopolitas de su tiempo.
La Encyclopædia Britannica destaca en el autor el sutil y veraz retrato de la naturaleza humana que logra imprimir en sus obras, junto con la maestría en el uso del lenguaje y el brillante desarrollo de nuevas formas literarias, motivo por el cual su figura ejerció una influencia decisiva en toda la novelística del siglo XX. Los personajes de Leopold Bloom y Molly Bloom, en particular, ostentan una riqueza y calidez humanas incomparables.
El editor de la antología The Cambridge Companion to James Joyce [Guía de Cambridge para James Joyce] escribe en su introducción: «A Joyce lo leen muchas más personas de las que son conscientes de ello. El impacto de la revolución literaria que emprendió fue tal que pocos novelistas posteriores de importancia, en cualquiera de las lenguas del mundo, han escapado a su influjo, incluso aunque tratasen de evitar los paradigmas y procedimientos joyceanos. Topamos indirectamente con Joyce, por lo tanto, en muchas de nuestras lecturas de ficción seria de la última mitad de siglo, y lo mismo puede decirse de la ficción no tan seria».

Anthony Burgess, al final de su largo ensayo Re Joyce (1965), reconoció:

Junto con Shakespeare, Milton, Pope y Hopkins, Joyce sigue siendo el modelo más elevado en que ha de fijarse todo aquel que aspire a escribir con propiedad. [...] Pero, una vez leído y absorbido un solo ápice de la esencia de este autor, ni la literatura ni la vida vuelven a ser las mismas de nuevo.

En un texto de 1939, Jorge Luis Borges afirmó sobre el autor:

Es indiscutible que Joyce es uno de los primeros escritores de nuestro tiempo. Verbalmente, es quizá el primero. En el Ulises hay sentencias, hay párrafos, que no son inferiores a los más ilustres de Shakespeare o de Sir Thomas Browne.

T.S. Eliot, en su ensayo "Ulysses, Order and Myth" ["Ulises, orden y mito"] (1923), declaró sobre esta misma obra:

Considero que este libro es la expresión más importante que ha encontrado nuestra época; es un libro con el que todos estamos en deuda, y del que ninguno de nosotros puede escapar.

## Biografía

### Dublín (1882–1904)

#### Primeros años
En 1882, James Joyce nace en Brighton Square, en Rathgar, un barrio de clase media de Dublín, en el seno de una familia católica; sus padres se llamaban John y May. James fue el mayor de los diez hermanos supervivientes, seis mujeres y cuatro varones. Uno de los hermanos fallecidos habría sido mayor que él, puesto que nació y murió en 1881. La madre quedó encinta un total de quince veces, las mismas que la señora Dedalus, en Ulises.
La familia de su padre, originaria de Fermoy, fue concesionaria de una explotación de sal y piedra caliza en Carrigeeny, cerca de Cork. Vendieron la explotación por quinientas libras, en 1842, aunque siguieron manteniendo una empresa como «fabricantes y vendedores de sal y caliza». Esta empresa quebró en 1852.
Joyce, como su padre, sostenía que su ascendencia familiar provenía del antiguo clan irlandés de los Galway. Para la crítica Francesca Romana Paci, el escritor rebelde e inconformista valoraba sin embargo «la respetabilidad basada en la tradición de una antigua casa»; sentía «apego por una cierta forma de aristocracia». Los Joyce presumían de ser descendientes del libertador irlandés Daniel O'Connell.
Tanto su padre como su abuelo contrajeron matrimonio con mujeres de familias adineradas. En 1887 el padre de James, John Stanislaus Joyce, fue nombrado recaudador de impuestos de varios distritos por la Oficina de Recaudación del Ayuntamiento de Dublín. Esto permitió a la familia trasladarse a Bray, un pequeño pueblo de cierta categoría residencial, a diecinueve kilómetros de Dublín. En Bray vivían junto a una familia protestante, los Vance. Una hija de estos, Eileen, fue el primer amor de James. El escritor la evocó en el Retrato del artista adolescente, citándola por su propio nombre. Este personaje resurgirá en varias otras obras, incluso en Finnegans Wake.

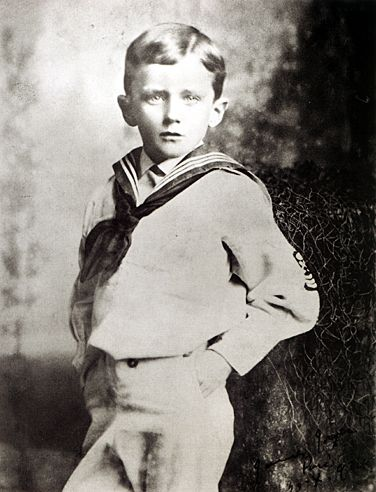
Joyce a los seis años (1888).

Un día en que estaba jugando con su hermano Stanislaus junto a un río, James fue atacado por un perro, lo que le acarrearía una fobia de por vida hacia estos animales; también le causaban pavor las tormentas, debido a su profunda fe religiosa, que hacía que las considerase como un signo de la ira de Dios. Un amigo le preguntó en cierta ocasión por qué estaba asustado, y James replicó: «A ti no te criaron en la Irlanda católica». De estas pertinaces fobias quedaron cumplidas muestras en obras como Retrato del artista adolescente, Ulises y Finnegans Wake.
Entre febrero y marzo de 1889, el Libro de Castigos del colegio de Conglowes recoge que el futuro escritor, contando siete años, recibió dos palmetazos por no llevar a clase cierto libro, seis más por tener las botas sucias y cuatro por proferir «palabras indecentes», algo a lo que Joyce fue siempre muy aficionado.
En 1891, con nueve años, James escribe el poema titulado "Et tu, Healy", que trata de la muerte del político irlandés Charles Stewart Parnell. El padre quedó tan encantado que hizo imprimirlo, e incluso envió una copia a la Biblioteca Vaticana. En noviembre de ese mismo año, John Joyce ve su nombre registrado en la Stubbs Gazette, un boletín de impagos y quiebras, y es apartado de su trabajo. Dos años más tarde es despedido, coincidiendo con una severa reorganización de la Oficina de Recaudación, que comprendía una importante reducción de personal. John Stanislaus Joyce, con antecedentes por gestión poco cuidadosa, sufrió especialmente la crisis, e incluso estuvo a punto de ser despedido sin una indemnización, algo que consiguió evitar su esposa. Este fue el inicio de la crisis económica de la familia, debida a la incapacidad del padre para gestionar sus finanzas, y también a su alcoholismo. Esta tendencia, muy común en su familia, sería heredada por su hijo mayor, bastante manirroto en general; solo en sus últimos años adquirió James el hábito del ahorro, especialmente debido a la grave enfermedad mental que aquejó a su hija Lucia, circunstancia que le acarreó grandes gastos. En una ocasión, su hermano Stanislaus le reprochó: «Puede que haya personas que no estén tan preocupadas por el dinero como tú». A lo que él replicó: «Oh, diantre, puede que las haya, pero me gustaría que uno de esos individuos me enseñara el truco en veinticinco lecciones».

#### Educación
El futuro escritor se educó en el selecto Clongowes Wood College, un internado de jesuitas, cerca de Sallins, en County Kildare. Según su primer biógrafo, Herbert S. Gorman, al ingresar en este centro (1888), era «de constitución esbelta, muy nervioso, sensible como una niña y tenía la bendición o la maldición (esto depende del punto de vista) de un temperamento introspectivo». James, que «fue elegido para el honor de servir como monaguillo en misa», no tardó en distinguirse como alumno muy aventajado, en todo menos en matemáticas. Destacaba incluso en materia deportiva, según declararía su hermano Stanislaus, pero tuvo que abandonar la institución cuatro años más tarde debido a los problemas financieros de su padre. Se matriculó entonces en el colegio de la congregación de los Christian Brothers, ubicada en North Richmond Street, Dublín. Más tarde, en 1893, se le ofreció una plaza en el Belvedere College de la misma ciudad, regentado igualmente por jesuitas. La oferta se hizo, al menos en parte, con la esperanza de que el distinguido estudiante ingresara en la orden, sin embargo este rechazó el catolicismo ya en edad temprana; según Ellmann, a los dieciséis años.
James siguió destacando en los estudios. Muy concienzudo en su preparación, obligaba a su madre a tomarle diariamente la lección después de la comida. En esta época, recibió distintos premios escolares. No sabiendo qué hacer con tanto dinero (la dotación a veces alcanzaba las veinte libras de la época), lo destinaba a la compra de regalos para sus hermanos; cosas prácticas, como zapatos y vestidos, aunque también los invitaba al teatro, en las localidades más baratas.
Sus lecturas en la época del Belvedere son abundantes y profundas, en inglés y francés: Dickens, Walter Scott, Jonathan Swift, Laurence Sterne, Oliver Goldsmith; también le impresionó vivamente el estilo del clérigo John Henry Newman. Entre los poetas, leía con fruición a Byron, Rimbaud y Yeats. Y dedicó asimismo mucha atención a George Meredith, William Blake y Thomas Hardy.

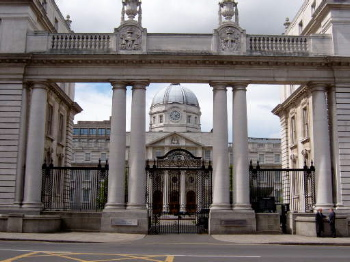
Antigua ubicación del University College Dublin.

En 1898, se matriculó en el recientemente inaugurado University College de Dublín para estudiar lenguas: inglés, francés e italiano. Joyce era recordado por ser buen estudiante, aunque de trato difícil. Seguía aplicándose con ahínco a la lectura. Según uno de sus más importantes glosadores, Harry Levin, en general dedicaba sus esfuerzos a los idiomas, la filosofía, la estética y la literatura contemporánea europea. Algunos de sus biógrafos han destacado como su interés principal la gramática comparada.
También se sabe que tomaba parte activa en las actividades literarias y teatrales de la universidad. En 1900, como colaborador de la revista The Fortnightly Review, publica su primer ensayo, con el título de "New Drama", sobre la obra del noruego Henrik Ibsen, uno de sus escritores predilectos. El joven crítico recibió una carta de agradecimiento de parte del propio Ibsen. En este periodo, escribió algunos artículos más, además de dos obras teatrales, hoy perdidas. Muchas de las amistades que hizo en la universidad aparecerían retratadas posteriormente en sus obras. Según Harry Levin, el escritor «no olvidaba ni perdonaba nada. Cualquier parecido con personas y situaciones reales, vivas o muertas, era cuidadosamente cultivado».
Joyce fue miembro de la Literary and Historical Society, de Dublín. Presentó su trabajo titulado "Drama and Life" a dicha sociedad en 1900. Con ocasión de la lectura pública de este ensayo, se le exigió que suprimiera varios pasajes. Joyce amenazó al presidente de la sociedad con no leerlo, y al final consiguió hacerlo sin una sola omisión. Sus palabras fueron duramente criticadas por algunos asistentes, y Joyce les replicó pacientemente durante más de cuarenta minutos, por turno, sin consultar una nota, lo que consiguió suscitar grandes aplausos entre el público. En esa época conoció a Lady Gregory, y en octubre de 1902, a W. B. Yeats, encuentro que sería trascendental para Joyce. Este poeta le escribió una carta en el mes de diciembre elogiando su poesía y aconsejándole que cambiase de aires. Donde el joven escritor debía estar era en Oxford.
En 1903, tras su graduación, se instaló en París con el propósito de estudiar Medicina, pero la ruina de su familia (que se vio obligada a vender todos sus enseres e instalarse en una pensión) le hizo desistir de sus propósitos y buscar trabajo como periodista y profesor. Su situación financiera era tan precaria entonces como la de su familia, hasta el punto de que pasó verdadera hambre, lo que hacía llorar a su madre cada vez que llegaba carta de París. James regresó a Dublín meses después para asistir a su madre, enferma terminal de cáncer. La madre de Joyce, May (Mary Jane), pasó sus últimas horas en coma, con toda la familia arrodillada y sollozando a su alrededor. Al ver que ni Stanislaus ni James estaban arrodillados, el abuelo materno los conminó a hacerlo, pero los dos rehusaron. Según José María Valverde, Joyce siempre se acusó de esta dureza final. La muerte de su madre lo sumió en un desasosiego que lo llevó a la búsqueda de amistades por los bajos fondos dublineses; gustaba de vagabundear con una gorra de yachtman y unos ajados zapatos de tenis. Fueron días difíciles en los que probó algún oficio y trató de subsistir en parte gracias a los préstamos de los amigos, e incluso cantando, puesto que era un consumado tenor, llegando a lograr un premio en el festival irlandés de Feis Ceoil en 1904.

#### Stephen el héroe
En enero de 1904, trató de publicar una obra en la que había estado trabajando, A Portrait of the Artist [Retrato del artista], una historia autobiográfica con elementos ensayísticos centrada en cuestiones de estética. Este escrito, indigno de su autor, en palabras de José María Valverde, fue rechazado por la revista de librepensamiento Dana. Joyce entonces, con motivo de su vigésimo segundo cumpleaños, decidió revisar el trabajo y convertirlo en una novela que titularía Stephen Hero (Stephen el héroe). Esta obra, que alcanzaría las mil páginas de borrador y recoge los primeros años y los de universidad de Stephen Dedalus, fue escrita a la par que los relatos de Dublineses. El crítico W. Y. Tindall sostiene que el lector de las felicidades narrativas presentes en los cuentos se sorprenderá ante las ordinarieces de la novela, calificada por el propio Joyce de «rubbish», basura. Stephen Hero no se publicaría en vida del autor, pero fue el germen de una obra mayor como es Retrato del artista adolescente, empezada en 1907.
1904 fue el mismo año en que conoció a Nora Barnacle, una joven de Galway que trabajaba como camarera de pisos en el hotel Finn's, de Dublín. Se dice que tuvieron su primera cita el 16 de junio de 1904, y por tal motivo esta, según sus biógrafos, fue la fecha elegida para ambientar su obra capital, Ulises.

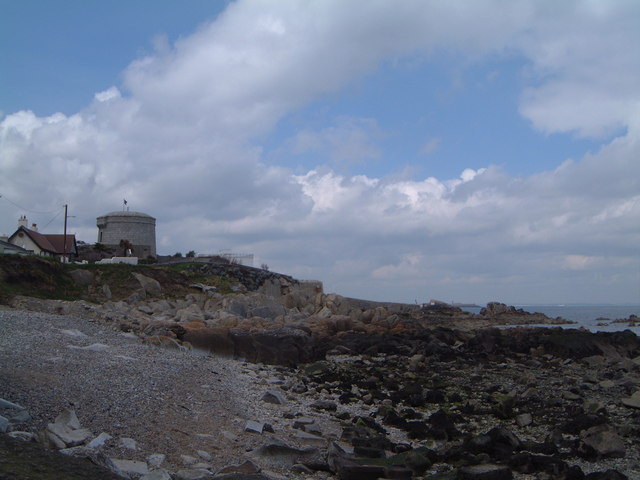
Martello Tower, donde vivió Joyce con Gogarty.

Joyce permaneció en Dublín algún tiempo más, bebiendo en exceso. En el transcurso de una de sus borracheras, debido a un malentendido, se metió en una pelea con un hombre, en el parque St Stephen's Green; tras la pelea, James fue recogido y aseado por un conocido de su padre, Alfred H. Hunter, que lo condujo a su casa para que le curasen las heridas. En Dublín se rumoreaba que Hunter era judío y que su mujer le era infiel. Esta persona pudo ser uno de los modelos utilizados por Joyce para uno de los personajes centrales de su novelística, Leopold Bloom, el protagonista de Ulises. Del mismo modo, se inspiró en el estudiante de medicina y escritor Oliver St. John Gogarty para el personaje de Buck Mulligan en dicha obra.
Tras permanecer durante seis días en la vivienda de estudiante de Gogarty, Martello Tower (Torre Martello), tuvo que abandonarla en plena noche tras una escena con Gogarty y otro compañero, en cuyo transcurso aquel disparó su pistola sobre unas cacerolas que colgaban sobre la cama de James. Este caminó toda la noche de vuelta a Dublín para poder descansar en su casa, y al día siguiente envió a un amigo a la torre por sus pertenencias. Poco después partió con Nora hacia el continente.

### Trieste y Zúrich (1904–1920)

#### Pola y Trieste
Joyce y Nora iniciaron su autoimpuesto exilio desplazándose primero a Zúrich, donde se suponía que le esperaba un puesto como profesor de inglés en la Berlitz Language School, facilitado por un agente en Inglaterra. Resultó que el agente inglés había sido estafado, pero el director de la escuela lo reexpidió a Trieste, ciudad que fue parte del Imperio austrohúngaro hasta el 16 de julio de 1920, pasando a ser italiana por el tratado de Saint Germain-en-Laye. Aunque tampoco allí había ningún puesto libre para Joyce, con la ayuda de Almidano Artifoni, director de la escuela Berlitz de Trieste, finalmente consiguió unas clases en Pula (Pola, en italiano), ciudad entonces también austrohúngara, y hoy parte de Croacia.
Desde octubre de 1904 hasta marzo de 1905, permaneció en Pula dando clases sobre todo a oficiales de la armada austrohúngara estacionados en la base militar de dicha ciudad. En marzo de 1905 se descubrió un complot de espionaje en la ciudad y todos los extranjeros fueron expulsados. Con la ayuda de Artifoni, los Joyce regresaron a Trieste y James empezó a enseñar inglés allí. Permanecería en la ciudad durante la mayor parte de los diez años siguientes. El idioma que se hablará en casa del escritor a partir de ese momento será el italiano. En esta lengua reprendería años después a su díscolo hijo Giorgio y se comunicaría siempre con su hija Lucia, mientras esta se hundía en una demencia progresiva.
En ese mismo año, Nora dio a luz al primero de sus hijos, el citado Giorgio. James se puso entonces en contacto con su hermano, Stanislaus, tratando de atraerlo a Trieste para que se reuniera con él como profesor en la escuela. Las razones que adujo fueron reclamar su compañía y ofrecerle un futuro más prometedor que el que Stanislaus disfrutaba en Dublín, como simple empleado; lo cierto era que James necesitaba aumentar los ingresos en su familia con la contribución de su hermano. Las relaciones entre los hermanos fueron tirantes en el tiempo que vivieron juntos en Trieste, principalmente debido a la frivolidad de James con el dinero y la bebida.
La vida rutinaria en Trieste frustraba la pasión viajera del escritor, quien decidió trasladarse a Roma a finales de 1906. Marchó con la seguridad de contar con un puesto administrativo en un banco de la ciudad. Sin embargo, sintió enseguida gran aversión por esta y terminó regresando a Trieste, a principios de 1907. Su hija Lucia nació en el verano de ese mismo año. También en 1907 apareció su primer libro, el volumen de poemas de amor Música de cámara (Chamber Music) y se le presentaron los primeros síntomas de iritis, una enfermedad de los ojos que con los años le dejaría casi ciego.
Continuó durante estos años escribiendo, principalmente relatos, e iniciándose en la línea experimental que sería característica de su obra posterior. También manifestó en esta época, por un lado, cierto rechazo por la búsqueda nacionalista de los orígenes de la identidad irlandesa, y por otro, su voluntad de preservar y fomentar la propia experiencia lingüística, que guiaría todo su trabajo literario: esto le condujo a reivindicar su lengua materna, el inglés, en detrimento de una lengua gaélica que estimaba readoptada y promovida artificialmente.
Joyce regresó a Dublín en el verano de 1909, llevando con él a su hijo Giorgio. Su propósito era visitar a su padre y publicar su libro de cuentos Dublineses. Sin embargo, a primeros de agosto, sufrió uno de los mayores disgustos de su vida, cuando a través de un complot organizado por sus amigos Saint-John Gogarty y Vincent Cosgrave, le fue sugerido que su compañera, Nora, le había sido infiel en el pasado. Incluso era posible que Giorgio no fuese hijo suyo. Solo los tenaces desmentidos de otro amigo, John Francis Byrne, de su hermano Stanislaus, y las cartas desesperadas de Nora lograron hacerle comprender que todo había sido un infame montaje.
Una vez superada esa preocupación, visitó a la familia de Nora, en Galway. Esta fue su primera visita a la familia de su mujer y, para su alivio, la acogida que se le dispensó fue muy satisfactoria. Incluso salió a pasear con Kathleen, la hermana de Nora, que le dio «lecciones sobre el mar», según ella misma contaría. Estaba preparándose para volver a Trieste cuando decidió llevar consigo a una de sus hermanas, Eva, para que ayudase a Nora en las labores domésticas. Regresó a dicha ciudad, pero solo por un mes. Volvió a Dublín representando a unos propietarios para tratar de instalar en esta ciudad un cine, el "Volta". Su gestión fue exitosa, aunque el escritor solo se involucró en ella durante unos meses; sus socios no tardaron en vender el negocio, y Joyce finalmente no obtuvo beneficio alguno. Tampoco cuajó su intento de importar tweed irlandés a Italia; finalmente el escritor volvió a Trieste, en enero de 1910, acompañado por otra de sus hermanas, Eileen. Mientras que Eva enseguida sintió nostalgia de su ciudad natal, y regresaría años más tarde, Eileen pasó el resto de su vida en el continente europeo, donde se casaría con un cajero de banco checo.
1912 fue un año de penurias para los Joyce. Para ayudar a la economía doméstica, el escritor pronunció varias conferencias a primeros de año en la Università Popolare y siguió publicando artículos en los periódicos. En abril realizó unas pruebas para convertirse en profesor en Italia, a sueldo del Estado. Obtuvo 421 puntos sobre 450, resultando apto, pero la burocracia italiana finalmente lo impidió por su condición de extranjero.
Volvió fugazmente a Dublín con toda su familia, en el verano de 1912. Prosiguió la pugna sobre la publicación de Dublineses con el editor George Roberts. Mientras estaba en Irlanda, su hermano Stanislaus, que seguía en Trieste, le informó de que iban a desahuciarlos. Finalmente, Stanislaus buscó otro piso más pequeño, donde se trasladaron todos; allí viviría James con su mujer e hijos todo el tiempo que permaneció en Trieste. Las discusiones sobre Dublineses con su editor se centraban principalmente en el relato "An Encounter" ("Un encuentro"), en el que la trama insinúa que uno de los personajes es homosexual. Añadido a estos problemas, todo su entorno dublinés le negó su apoyo, pues le acusaba, entre otras cosas, de traicionar a su país a través de sus escritos. El libro finalmente no se publicó (no lo haría hasta dos años más tarde) y aquel fue el último viaje de Joyce a Dublín, pese a las muchas invitaciones por parte de su padre y de su viejo amigo, el poeta William Butler Yeats. Ese fracaso fue motivo de que escribiera una venenosa sátira contra Roberts: "Gas from a Burner" ("Gases de un quemador", vid. fragmento en la sección Ensayo), en la que habla de un «escritor irlandés exiliado» («an Irish writer in foreign parts»).

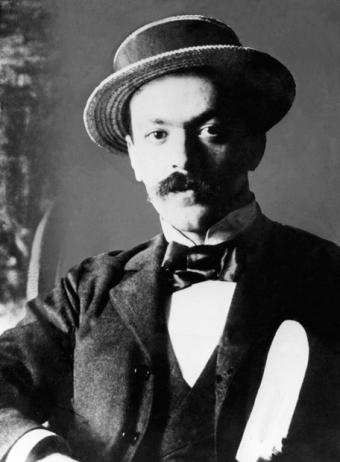
Italo Svevo, gran amigo de Joyce durante su estancia en Italia.

En esa época trató al escritor Ettore Schmitz (más tarde conocido como Italo Svevo, de origen judío), quien fue alumno suyo de inglés y con el cual mantendría una larga amistad. Entre 1911 y 1914 se enamoraría platónicamente de una de sus alumnas, Amalia Popper, hija de un negociante judío llamado Leopoldo. Esta joven le sugeriría multitud de escritos y poemas, a veces preñados de humor e ironía.
En 1913, el poeta Ezra Pound, al tanto de la precariedad de su economía, le escribe por recomendación de Yeats para ofrecerle colaborar en publicaciones como The Egoist y Poetry.
Al año siguiente, 1914, a punto de desatarse la Primera Guerra Mundial, consiguió por fin que un editor londinense al que conocía de tiempo atrás, Grant Richards, publicase Dublineses. La mayor parte de las críticas surgidas fueron buenas, aunque censuraban algunos cuentos por cínicos o sin sentido. Se vendieron pocos ejemplares, por lo que Joyce se quejó al editor, pero este le contestó que desde que había empezado la guerra las ventas habían caído en picado. En ese tiempo, el escritor siguió trabajando en el Retrato, terminó Exiliados y empezó Ulises, novela que tenía en la cabeza ya desde 1907.

#### Zúrich
En 1915, H. G. Wells se declaró profundo admirador de la obra de Joyce, que leía a partir de las entregas en The Egoist. Ese mismo año, Joyce y familia, ciudadanos británicos, hubieron de dejar el Trieste austro-húngaro por la guerra. Stanislaus, por su parte, fue encerrado en un campo de presos. Los Joyce se trasladaron a Zúrich, Suiza, país neutral, donde el escritor vivió años de gran creatividad. En esta época, su fama crecía día a día, pero sus ingresos seguían siendo exiguos; sobrevivió a base de dar clases, además de con la ayuda de Pound, Yeats, Wells y Harriet Shaw Weaver, editora de la revista The Egoist, quien se convirtió en su agente y le aportó ingresos suficientes para ir tirando en los años siguientes.
En diciembre de 1916 se publicaron la primera edición norteamericana de Dublineses y la primera mundial de Retrato del artista adolescente. Ambas se llevaron a cabo por los esfuerzos del editor neoyorquino B. W. Huebsch, complaciendo en ello a Joyce; este, en octubre, había sufrido una especie de colapso nervioso o depresión, sin embargo había asegurado a Huebsch que 1916 era su año de la suerte. El Retrato, basado en la inconclusa Stephen el héroe, es en parte un monólogo interior de sentido profundamente irónico, en el que Joyce demuestra su maestría en el retrato psicológico. La publicación en Estados Unidos le dio a conocer a un público mucho más amplio. Al año siguiente, 1917, se le agudizaron al autor los problemas en la vista que ya se le habían declarado en Trieste: padecía glaucoma y sinequia. En interpretación de algún estudioso, estos problemas pudieron deberse incluso a que, debido a ciertas evidencias, y atendiendo a sus propias palabras —«I deserve all this on account of my many iniquities.» [«Todo esto me lo tengo bien merecido por mis muchas iniquidades.»]—, el autor había contraído la sífilis en su juventud.
Con todo, su fama se había agigantado hasta el punto de que llegó a recibir donaciones regulares de dinero en metálico por parte de una admiradora anónima; según Ellmann, «hasta que pudiera encontrar una situación estable». También en 1917, durante un viaje de salud a Locarno, se enamoró de una médica alemana de veintiséis años, Gertrude Kaempffer, a la que hizo francas proposiciones sexuales que ella, aunque lo admiraba intelectualmente, rechazó. En Ulises, llamó Gerty (diminutivo de Gertrude) a la joven con la que Leopold Bloom se excita en el episodio Nausicaa.
De regreso en Zúrich, recibe la noticia de que un nuevo benefactor anónimo le ingresará mensualmente la cantidad de mil francos. Esto permitió al escritor dejar de dar algunas lecciones en su casa. Más tarde se enteró de que su última benefactora era la esposa de un millonario. En 1918 se inició una época buena para Joyce; fundó en Zúrich la compañía teatral "The English Players" con un actor inglés llamado Claud Sykes; representaron preferentemente dramas irlandeses. Por otra parte, menudearon las fiestas con sus amigos de Zúrich, August Suter y Frank Budgen. Su mujer, Nora, sin embargo, se manifestaba indignada por el alcoholismo de su marido y solía reprochárselo a aquellos, porque impedían al escritor centrarse en su "libro" (el Ulises), de cuya naturaleza ella en el fondo no tenía ni idea. Según Ellmann, «Joyce se sorprendía siempre al comprobar la indiferencia, e incluso aversión, de Nora por sus libros». Joyce comentó una vez a Budgen:

En la gente que se me acerca, en la que me conoce y la que llega a tener amistad conmigo, suelo tener un tipo u otro de influencia. En cambio, la personalidad de Nora es tan especial que no logro que la mía pueda afectarla, está hecha completamente a prueba de la mía.

Los dos esposos en general se llevaban bien. Nora tendía a moderar las flaquezas de su marido, y en la educación de Lucia y Giorgio, era más severa que él, pues incluso les aplicaba el castigo físico. El escritor en cambio aseguraba que a los niños «hay que educarlos con amor, no con castigos».
Joyce demostró en varias ocasiones su neutralidad en relación con la guerra, y llegó a escribir un poema satírico ("Dooleysprudencia") contra las autoridades consulares británicas en Suiza, con las que tuvo varios encontronazos.
El drama Exiles se publicó en mayo de 1918, simultáneamente en Inglaterra y Estados Unidos. En ese tiempo Ulises estaba siendo publicado por entregas en la revista Little Review; el poeta T. S. Eliot, que las seguía puntualmente, escribió admirado, en la revista Athenaeum (1919):

La ordinariez y el egoísmo quedan justificados al ser explotados hasta alcanzar verdadera grandeza en la última obra de Mr. James Joyce.

 Virginia Woolf y su marido Leonard estimaban mucho lo que iba apareciendo, pese a que su procacidad los escandalizaba. Katherine Mansfield, en casa de estos, después de ridiculizarlo, afirmó muy seria que algunas de sus escenas pertenecían a la gran literatura. Por ese tiempo, Nora le dijo llorando a Frank Budgen: «Jim quiere que vaya con otros hombres para poder escribir al respecto». El matrimonio, sin embargo, debía bromear sobre el asunto, según se desprende de su correspondencia, en algunos casos de muy subido tono sexual, y hasta pornográfico. He aquí un pasaje ligero:

¡Me gustaría que me flagelaras, Nora, amor mío! Me encantaría haber hecho algo que te desagradara, algo insignificante incluso, tal vez una de mis costumbres bastante indecentes que te hacen reír: y después oír que me llamas a tu habitación y encontrarte sentada en un sillón con tus gruesos muslos separados y la cara roja como un tomate de ira y un bastón en la mano.
Carta, se cree, de 13/12/1909

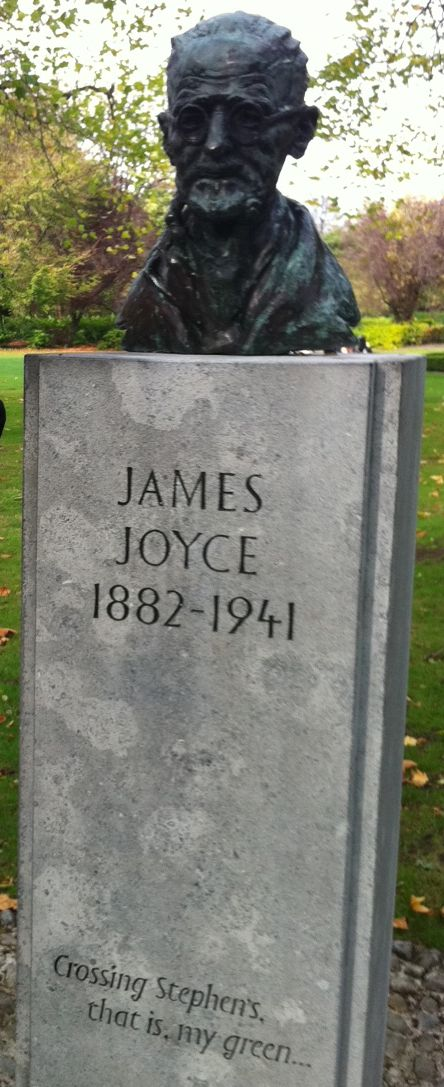
Busto de Joyce en el parque de St. Stephen's Green, Dublín.

En 1918 Joyce se enamoró de una muchacha suiza que ya tenía un amante, y cuyo nombre era Marthe Fleischmann; se escribieron con asiduidad, pero al parecer ella solo le dejó acariciarla en una ocasión. Esta mujer también aparece reflejada en varios personajes femeninos de Ulises. Al reprocharle un amigo estas infidelidades, el escritor respondió: «Si me permitiera alguna limitación en este asunto, para mí sería la muerte espiritual». Joyce no dejaba de excederse con el alcohol, pero ahora lo hacía a escondidas de su mujer. Tuvo que dejar de beber absenta, que hacía sus delicias, y le dio por el vino blanco que, en palabras suyas, para él era "electricidad". Por esa época, tenía que replicar una y otra vez a los amigos que iban leyendo Ulises capítulo a capítulo (amigos como Miss Weaver, Ezra Pound...), por sus críticas a los cambios de estilo que iba introduciendo de uno a otro, cambios que la posteridad ha declarado una de las virtudes más llamativas del texto.
Stanislaus fue finalmente liberado del campo de presos en que había pasado toda la guerra. Los Joyce regresaron a Trieste, y aquel se negó a compartir la vivienda con ellos; además estaba molesto con su hermano por varias cosas, entre ellas porque James no le había dedicado Dublineses según había prometido.

### París y Zúrich (1920–1941)

#### París y elUlises
A mediados de 1920, fue atraído a París por Ezra Pound, que lo tentó con la posibilidad de que se tradujesen al francés el Retrato y Dublineses. Joyce iba para una semana, pero al final se quedó veinte años.
1921 fue un año de intenso trabajo para rematar Ulises. Durante el mismo, mantuvo una estrecha relación con el escritor estadounidense Robert McAlmon, quien le prestó dinero y le sirvió accidentalmente de mecanógrafo para el último capítulo de Ulises: "Penélope". En ese año tuvo también mucho contacto con Valery Larbaud y con Wyndham Lewis, y conoció a Ernest Hemingway, que llegó a París recomendado por Sherwood Anderson.
Joyce tuvo su único encuentro con Marcel Proust en mayo de 1922, ya publicado Ulises. Al salir de una cena en París, a la que también estaban invitados Picasso y Stravinsky, ambos escritores tomaron el mismo taxi de regreso, junto a otras personas. Según el biógrafo de Proust, George D. Painter, se habló «de trufas y duquesas», y Joyce, que iba algo bebido, se quejaba de su vista, mientras Proust lo hacía del estómago. Alguien preguntó a Proust si conocía la obra de Joyce, y el francés aseguró no conocerla, a lo que repuso Joyce que tampoco conocía la de Proust. Joyce quiso fumar y abrió una ventanilla del taxi, que fue cerrada de inmediato, en atención a la mala salud de Proust. El vehículo dejó a cada cual en su casa, y eso fue todo. Joyce aludió a Proust y a su obra en Finnegans Wake. Según el biógrafo de Joyce, Richard Ellmann, el episodio sucedió más o menos de esa forma; aclara que Joyce no recordaba del mismo más que las continuas negativas (noes) de una y otra parte. Joyce, en un cuaderno de notas, escribiría sobre Proust: «Proust, bodegón analítico. El lector termina la frase antes que él». El gran escritor francés murió el 18 de noviembre de 1922, y Joyce acudió al funeral.
La publicación de Ulises (Ulysses, en inglés), considerada su obra maestra, representó su consagración literaria definitiva. La obra fue publicada por la estadounidense afincada en París Sylvia Beach, propietaria de la famosa librería Shakespeare & Co. Se trata de una novela experimental, cada uno de cuyos episodios o aventuras, en palabras del propio Joyce, pretendía no solo condicionar, sino también generar su propia técnica literaria. Junto al flujo de conciencia o monólogo interior (técnica que había usado ya en su novela anterior) se encuentran capítulos escritos al modo periodístico, teatral, de ensayo científico, etc.

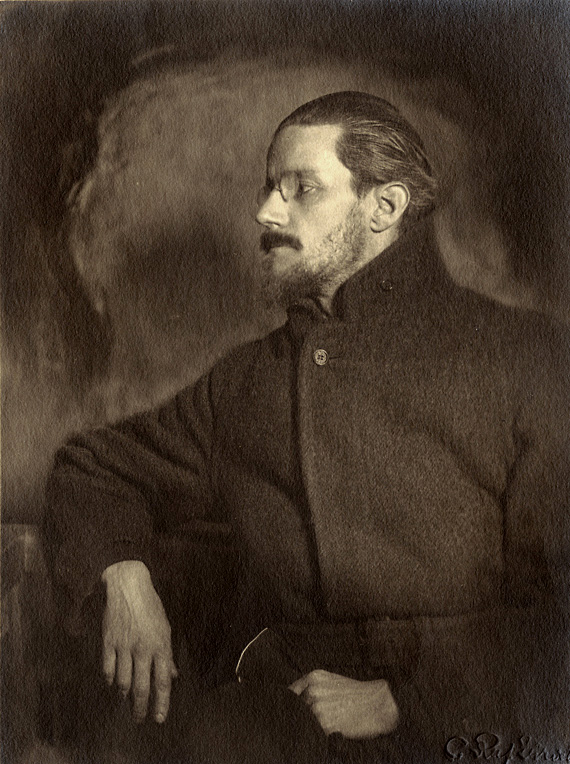
Joyce en Zúrich, hacia 1918.

Ulises es una novela llena de simbología, en la que el autor experimenta además continuamente con el lenguaje. Sus ataques a las instituciones, principalmente la Iglesia católica y el Estado, son continuos, y muchos de sus pasajes fueron juzgados intolerablemente obscenos por sus contemporáneos. Inversión irónica de la Odisea de Homero, la novela explora con meticulosidad las veinticuatro horas del 16 de junio de 1904, en la vida de tres dublineses de la clase media baja: el judío Leopold Bloom, que vaga por las calles de Dublín para evitar volver a casa, en la que sabe que su mujer, Molly (segundo personaje), le está siendo infiel; y el joven poeta, Stephen Dedalus, que presenta un perfil ya más maduro que el del protagonista de su obra anterior, Retrato del artista adolescente. El Ulises es a grandes rasgos un retrato psicológico de nuestro tiempo, y desde su publicación, numerosos críticos han tratado de rastrear en él las conexiones con la literatura inmediatamente anterior (Zola, Mallarmé), y con la clásica (Homero, Shakespeare), en un intento de interpretar sus múltiples facetas.

#### Work in Progress
En años posteriores, Joyce viajó con frecuencia a Suiza para operarse los ojos y también para tratar a su hija Lucia, quien padecía una enfermedad mental, la esquizofrenia, según aparece registrado en el testamento del escritor a efectos de herencia. Lucia llegó a ser analizada en esa época por Carl Jung; este, después de leer Ulises, pensó que el padre también sufría de esquizofrenia. Jung afirmó que ambos, padre e hija, se deslizaban al fondo de un río, solo que él sabía bucear y ella se hundía irremediablemente. Umberto Eco matiza aquí: «Jung se daba cuenta de que la esquizofrenia adquiría el valor de una referencia analógica y había que considerarla como una especie de operación "cubista" en la que Joyce, como todo el arte moderno, disolvía la imagen de la realidad en un cuadro ilimitadamente complejo, cuyo tono lo daba la melancolía de la objetividad abstracta. Pero en esta operación [...] el escritor no destruye la propia personalidad, como hace el esquizofrénico: encuentra y funda la unidad de su personalidad destruyendo otra cosa. Y esta otra cosa es la imagen clásica del mundo».
Jung comentó en una oportunidad al padre los rasgos esquizofrénicos presentes en una de las cartas de Lucia; Joyce se apresuró a rebatir una a una todas sus afirmaciones, con argumentos que muy bien podrían haber sido sacados de Finnegans Wake. En efecto, para el escritor, las contradicciones y distorsiones de Lucia no eran más que reflejo del método que él mismo estaba empleando en su libro. Joyce manifestó a menudo que Lucia había heredado su genialidad: sus males eran debidos a su especial clarividencia.
En cualquier caso, se desconocen los detalles particulares de la relación que mantenía Joyce con su hija esquizofrénica. Stephen Joyce, heredero actual del escritor, quemó los miles de cartas intercambiadas entre padre e hija, cartas que habían sido recibidas por él en 1982, a la muerte de Lucia. Stephen Joyce afirmó en una carta al editor del New York Times: «En cuanto a la destrucción de la correspondencia, se trataba de cartas personales dirigidas por Lucia a su familia. Fueron escritas muchos años después de morir Nonno y Nonna [es decir, Joyce y Nora Barnacle] y no hacían referencia a ellos. También fueron destruidas algunas tarjetas postales y un telegrama de Samuel Beckett dirigido a Lucia. Esto se hizo a requerimiento por escrito del propio Beckett».

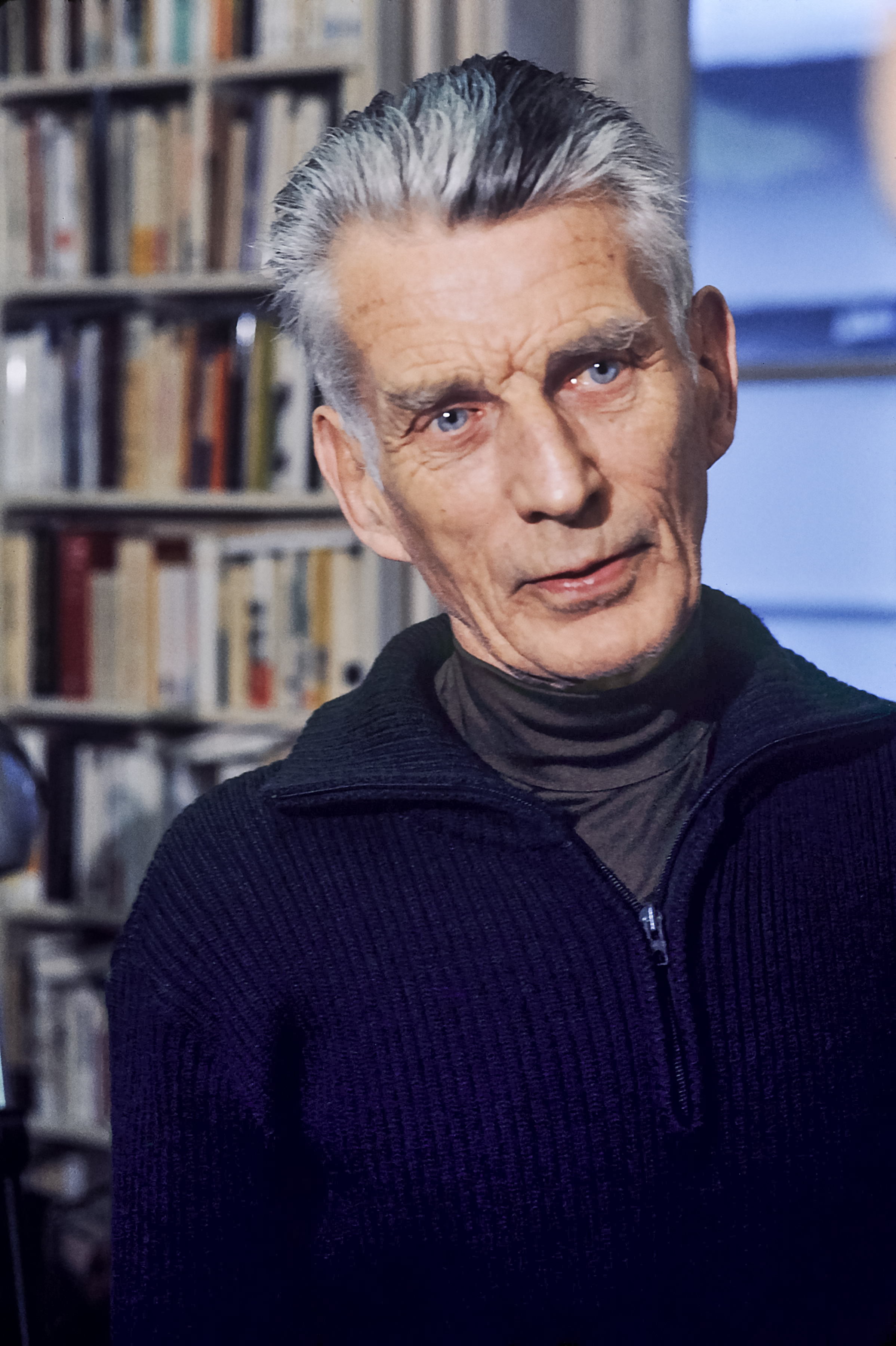
Samuel Beckett.

En París, a partir de 1926, Maria y Eugene Jolas ayudaron mucho a Joyce en sus largos años de escritura de Finnegans Wake. De no haber sido por su apoyo inquebrantable (junto con el constante soporte financiero proporcionado por Harriet Shaw Weaver), es posible que el escritor no hubiese terminado o publicado su último libro. En su ahora legendaria revista literaria transition, los Jolas publicaron periódicamente varias secciones de la novela, bajo el título de Work in Progress (Obra en marcha), expresión ideada por Ford Madox Ford.
Una breve estancia en Inglaterra, en 1922, le había sugerido el tema de esta nueva obra, que sería la última. El escritor tuvo muchos titubeos al principio de su redacción. «Es como una montaña en la que estoy haciendo túneles en todas direcciones, sin saber qué voy a encontrar», confesó a su amigo August Suter. En aquellos años, Henri Michaux y otros artistas que lo conocieron, al comprobar la obsesión del escritor con su nueva obra, que tenía que escribir casi a ciegas, pensaron de él que era el hombre más fermé, más desconectado de la humanidad, que habían conocido. Muchas de las primeras críticas recibidas en los primeros años eran negativas, como esta de su hermano Stanislaus en una carta: «Si la literatura va a evolucionar en el sentido que indican tus últimas obras, va a llegar a ser, como intuyó Shakespeare hace muchos años, mucho ruido y pocas nueces». Y en otro lugar: «Has hecho el día más largo de toda la literatura, y ahora vas a hacer la noche más profunda». En esa época Joyce importunaba mucho a su padre a distancia con preguntas sobre todo lo relacionado con cuestiones familiares y detalles de Dublín; ante una pregunta especialmente quisquillosa de un enviado de su hijo, exclamó: «Qué, ¿Jim ya se ha vuelto loco?».
Las críticas hacia los avances de la nueva obra que aparecían en transition arreciaron entre sus allegados, hasta el punto de que su mujer, Nora, le espetó un día: «¿Por qué no escribes libros normales para que la gente corriente pueda entenderlos?» Joyce, desairado, llegó a pensar en ofrecer la Obra en marcha al escritor irlandés James Stephens para que la terminara, aunque luego se echó atrás. La aparición, sin embargo, en 1929, de la laudatoria colección de ensayos Our Exagmination Round His Factification for Incamination of Work in Progress, a cargo de Beckett y otros escritores, supuso un gran espaldarazo.
También en 1929, conoció al tenor irlandés John Sullivan, cuya carrera apoyó durante mucho tiempo. Al año siguiente encontró en el judío Paul Léon a un excelente amigo y colaborador. En 1931, atendiendo a los ruegos de su hija y de su padre, Joyce contrajo matrimonio con su compañera de siempre, Nora Barnacle; llevaban conviviendo desde hacía casi tres décadas.
La muerte de su padre en diciembre de ese mismo año lo sumió en un estado de completo abatimiento, que el apoyo de su amigo Beckett le ayudó a sobrellevar. Escribió a Harriet Shaw Weaver: «No ha sido su muerte lo que me ha aplastado, sino la autoacusación», pues Joyce se culpaba de no haber vuelto nunca a su país a visitar a su padre. El nacimiento de su nieto Stephen, en febrero de 1932, logró reanimarlo un tanto, y le dedicó su poema "Ecce Puer", en el cual se lee: «¡Oh, padre abandonado, /perdona a tu hijo!».
En ese tiempo, siguió con interés la difusión y traducción de sus obras a otros idiomas, aunque impidió la adaptación cinematográfica de Ulises. W. B. Yeats le ofreció un puesto en la recién creada Academia de Letras Irlandesas, que él rechazo con cortesía: «[...] dado lo que mi propio caso fue, es y, probablemente, será [...] veo claramente que no tengo derecho alguno a que mi nombre conste entre los de sus miembros». Su vida social se redujo mucho en sus últimos años en París, que dedicó intensamente a la terminación de su libro, aunque, por ejemplo, conoció al arquitecto Le Corbusier, con el que congenió enseguida conversando meramente «sobre pájaros».
Finnegans Wake no alcanzaría su forma definitiva hasta 1939, año de su publicación. La obra no fue bien acogida por la crítica, aunque grandes estudiosos, de la talla de Harold Bloom, posteriormente la han defendido a capa y espada. En esta novela, la tradicional aspiración literaria al estilo propio es llevada al extremo y, con ello, casi hasta el absurdo, pues, partiendo del vanguardismo característico de Ulises, el lenguaje deriva experimentalmente, y sin ninguna restricción, desde el inglés llano hacia un idioma apenas inteligible, muchas veces solo referente al propio texto y autor. Para su composición, Joyce amalgamó elementos de hasta sesenta lenguas diferentes, vocablos insólitos y formas sintácticas completamente nuevas. Puede dar una idea de su dificultad el hecho de que, pese a su importancia, aun hoy, la novela no se encuentra vertida en su totalidad al castellano.

#### Última estancia en Zúrich
La dureza de los comentarios sobre Finnegans Wake y el comienzo de la Segunda Guerra Mundial supusieron un mazazo para el escritor. Por otra parte, continuaban los problemas con la salud mental de su hija Lucia, y aun de su nuera, Helen, que ya había dado signos de desequilibrio y hubo igualmente de ser ingresada, todo lo cual había reducido a los Joyce a un estado continuo de zozobra y angustia. En París, Joyce no veía ya más que a Beckett. Finalmente, «Joyce estaba triste e intratable; bebía demasiado y no hablaba con nadie, ni con Nora». Los Joyce regresaron a Zúrich a finales de 1940, huyendo de la ocupación nazi de Francia.
Ante la guerra, el escritor demostró un desinterés, según Paci, «incomprensible»; se preocupaba más de los libros que había dejado en París que del avance de la ofensiva alemana. Si le hablaban de Hitler o Mussolini manifestaba una total indiferencia; cuando le mencionaban la persecución de los judíos, comentaba que se trataba de un prejuicio de muchos siglos y que a él personalmente aquellos le agradaban.

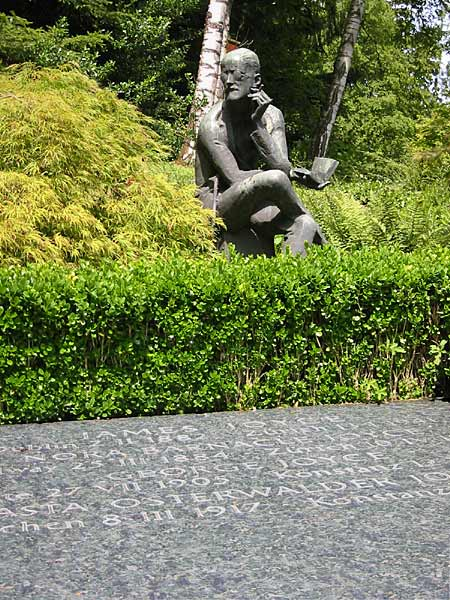
Tumba de James Joyce, en Zúrich.

El 11 de enero de 1941 se sometió a una operación de úlcera de duodeno perforada. Si bien mejoró en los primeros momentos, al día siguiente recayó y, a pesar de varias transfusiones, entró en coma. Se despertó a las dos de la madrugada del 13 de enero de 1941, y pidió a una enfermera que llamara a su esposa e hijo, antes de perder la consciencia de nuevo. Murió quince minutos más tarde, antes de que llegase su familia. En el informe de la autopsia figura como causa de la muerte la peritonitis.
Joyce está enterrado en el Cementerio de Fluntern; desde su tumba se oyen los rugidos de los leones del zoo de Zúrich. Aunque dos altos diplomáticos irlandeses se encontraban en Suiza en ese momento, no asistieron a los funerales de Joyce; el gobierno irlandés negó a Nora posteriormente la autorización para repatriar los restos mortales del escritor. Nora le sobrevivió diez años. Se halla enterrada a su lado, al igual que su hijo Giorgio, muerto en 1976. Su biógrafo Ellmann informa de que, cuando los arreglos para el entierro de Joyce se estaban realizando, un sacerdote católico trató de convencer a Nora de celebrar una misa funeral. Siempre fiel al criterio de su esposo, ella respondió: «No podría hacerle a él tal cosa». El tenor suizo Max Meili cantó "Addio terra, addio cielo", del Orfeo de Monteverdi, en el servicio funerario.

### El catolicismo de Joyce
Uno de los aspectos más estudiados en la vida y la obra de este autor es sin duda la relación que mantuvo con la Iglesia católica. Existe un acuerdo casi unánime, primero, sobre su temprano rechazo de la fe, y, segundo, sobre las profundas influencias recibidas del catolicismo, siempre admitidas por él mismo, como la de la filosofía de Tomás de Aquino.
Vladimir Nabokov suscribe la afirmación de Harry Levin de que Joyce «perdió su religión, pero conservó sus categorías», lo que el primero aplica también a Stephen Dedalus: «En su época escolar estuvo sometido a la disciplina de una educación jesuítica y ahora reacciona violentamente contra ella, aunque sigue poseyendo una naturaleza esencialmente metafísica». De forma que, en este punto concreto, como la mayoría de los biógrafos de Joyce, Nabokov viene a equiparar a creador con personaje.
Para el austríaco Hermann Broch «nos encontramos ante una forma atávica, personalísima, ante un residuo de su formación católico-teológica, ante un teísmo desdeificado, en el cual lo único moderno es precisamente esta desdeificación, en tanto que el esquema conceptual y la técnica cognoscitiva evidencian raíces medievales».
Según el traductor de Ulises, José María Valverde, Joyce declaró siempre deber a sus educadores jesuitas el entrenamiento en reunir un material, ordenarlo y presentarlo. Apostilla Valverde: «No sería arbitrario decir que la obra joyceana es la gran contribución —involuntaria, y aun como un tiro salido por la culata— de la Compañía de Jesús a la literatura universal». A partir de la época de Ulises, el escritor manifestará una postura fríamente neutral frente al hecho religioso, que únicamente le interesaba a efectos lingüísticos. Distinguía, eso sí, el «absurdo coherente» católico del «absurdo incoherente» protestante.
Pero se ha suscitado alguna duda y controversia al respecto. La biógrafa Francesca Paci recoge diversos pasajes significativos, como este de Stephen Hero: «La lengua, la nacionalidad y la religión son agentes de maldad, de esclavitud, de renuncia y de frustración. Y la esclavitud desemboca en la parálisis». Menciona igualmente la rebelión del escritor «contra la autoridad de la iglesia católica», que lo condujo a «su definitiva ruptura» con la misma. Dice en otro lugar: «Después del abandono de la fe, Joyce comenzó a escribir». Pero termina con un equívoco: «Joyce repudió a la iglesia católica, pero no la fe, que conservó y volvió a otros objetivos: la vida y el arte».
Recogida en el Retrato del artista adolescente y también en Ulises, la conocida máxima luciferina, Non serviam (no serviré, no he de servir, se entiende, a Dios), entendida tradicionalmente como clara manifestación del rechazo hacia la Iglesia católica por parte del personaje de Stephen Dedalus, alter ego de Joyce en dichas obras, ha suscitado también alguna rebuscada interpretación, lo mismo que la respuesta del escritor a la pregunta que se le formuló al final de su vida: «¿Cuándo abandonó usted la Iglesia Católica?» Su contestación fue: «La que debe decirlo es la Iglesia».
El crítico Hugh Kenner (autor de Dublin's Joyce y Joyce's Voices) y el poeta T. S. Eliot vieron entre líneas del trabajo de Joyce el «residuo de un auténtico católico». Estos autores son contestados directamente por Harold Bloom en su Canon: «Cristianizar a Joyce es un procedimiento crítico lamentable. Si existe un Espíritu Santo en Ulises es Shakespeare». La opinión de Bloom se pone de manifiesto con claridad en la siguiente comparación que establece con Samuel Beckett: «Conviene siempre recordar que Beckett más que compartía la aversión de Joyce por el cristianismo y por Irlanda. Los dos escogieron París y el ateísmo».
Anthony Burgess, criado en una familia católica, aunque luego distanciado de la iglesia, no ve esto tan claro: «Non serviam significa lo que significa [pero] el rechazo de Joyce del catolicismo dista mucho de ser absoluto. [...] quizá rechazó los sacramentos, el matrimonio y la eucaristía, pero las disciplinas y, de una manera renegada y torturada, los fundamentos del catolicismo cristiano, permanecieron en él durante toda su vida. [...] En Ulises se le ve obsesionado con la mística identificación entre Padre e Hijo, y el único tema real de Finnegans es el de la Resurrección. [...] La actitud de Joyce hacia el catolicismo es la de amor-odio que caracteriza a la mayoría de los renegados. [...] quedaron jirones de burdo catolicismo en él».
Algunos autores, L. A. G. Strong entre ellos, llegan más lejos en este sentido al sostener que Joyce se reconcilió al final de su vida con la religión, y que tanto Ulises como Finnegans Wake suponen en lo fundamental expresiones católicas. Y no falta quien, como Kevin Sullivan, defiende que no necesitó reconciliarse ya que en realidad nunca abandonó la fe.
En A Bash in the Tunnel. James Joyce by the Irish [Una fiesta en el túnel. James Joyce por los irlandeses] opinaron sobre el tema varios de sus compatriotas escritores, como Flann O'Brien: «Creo que, a través de velos de lascivia y blasfemia, Joyce emerge como un verdadero católico irlandés temeroso de Dios; se rebeló, no tanto contra la propia Iglesia, sino contra sus casi cismáticas excentricidades, su pretensión de que existe solo un Mandamiento, la vulgaridad de sus edificios, la superficialidad y estupidez de muchos de sus ministros. Su rebelión, noble en sí misma, lo condujo al exilio. [...] Pero su intención era buena. Quieras que no, como la de todos. [...] Mediante carcajadas, mitiga el sentido de condenación que ha recibido en herencia todo católico irlandés».
En este mismo libro, Samuel Beckett, como su amigo Thomas MacGreevy, aprecia en Finnegans toda una simbología del Purgatorio cristiano, directamente enraizada en La divina comedia de Dante, pero con una particularidad: «El Purgatorio de Dante es cónico y por lo tanto apunta a una culminación. El del señor Joyce es esférico y excluye toda culminación. [...] Y nada más que esto, ni premio ni castigo, simplemente una serie de estímulos al gatito para que se alcance la cola».
Amigo íntimo de Joyce, su paisano Arthur Power recuerda cómo encolerizaba a «su innata espiritualidad el provincianismo dogmático de la iglesia católica romana irlandesa, lastrando su alma inquisitiva mediante lo que para él no eran sino rituales absurdos, prohibiciones medievales y miedos a castigos inhumanos que perdurarían por toda la eternidad».
Vemos que Beckett y Power albergan serias dudas de que Joyce fuese un «verdadero católico irlandés temeroso de Dios». Dicha afirmación, de otra parte, no parece corroborada por una lectura atenta de la correspondencia y las obras principales del irlandés, a menos que este por algún motivo se empeñase en ocultar o encriptar celosamente en ellas fe y ortodoxia. Si no surge en las novelas la crítica expresa y razonada del catolicismo, como en el Retrato, lo hace su esquema paródico, como en tantas páginas de Ulises. En general, la actitud del autor frente al fenómeno religioso, como se ha visto, será ya siempre fría y profesional, no trasluciéndose, en las dos grandes novelas finales, otra cosa que resentimiento y sarcasmo anticlericales y antirreligiosos, a menudo desembocando en la blasfemia más descarnada.
Umberto Eco, en el capítulo "El catolicismo de Joyce" de su estudio Las poéticas de Joyce, menciona la «misa negra» que se celebra en el episodio "Circe" de Ulises, así como la blasfemia eucarística presente en "Nausicaa"; a Joyce, una vez rechazada la disciplina, como a los episcopi vagantes medievales, «le queda el sentido de la blasfemia celebrada según un ritual litúrgico. [...] abandonada la fe, la obsesión religiosa no abandona a Joyce. Presencias de la pasada ortodoxia emergen una y otra vez en toda su obra en forma de personalísima mitología y de blasfemadores ensañamientos que, a su manera, revelan permanencias afectivas. [El término "catolicismo" aplicado a Joyce] es válido para indicar la actitud de quien, habiendo rechazado una sustancia dogmática y habiéndose desarraigado de una experiencia moral determinada, conserva como hábito mental las formas exteriores de un edificio racional y mantiene una disposición instintiva, no pocas veces inconsciente, a la fascinación de las reglas, ritos, imágenes litúrgicas».
En esta línea, más escuetamente, la editora de varias de las obras joyceanas, Jeri Johnson, comenta, aunque del semiautobiográfico protagonista del Retrato: «Sus propias palabras lo traicionan. [...] Lejos de escapar de su nacionalidad, de su lengua, de su religión, Stephen los llevará siempre consigo».
«Difícilmente puede dudarse —señala Herbert S. Gorman, su primer biógrafo— que la obscenidad, la indecible vulgaridad, el deliberado alarde de inmundicia presente en algunas partes de Ulises son resultado directo y espantado de la tremenda opresión mental y moral sufrida en la iglesia».
Recuerda el editor irlandés de Dublineses, Terence Brown, que Joyce compartía con sus colegas del Celtic Revival, en su mayoría agnósticos o protestantes, la convicción de que los males de Irlanda partían principalmente del hecho de la dominación del país por parte de los ingleses. Pero, Joyce en particular, encontraba que el otro gran poder en su país, el de la Iglesia católica, era aún más pernicioso para sus compatriotas, ya que nadie discutía su autoridad. Refiere Brown una frase lapidaria de Joyce: «No entiendo qué sentido puede tener atronar tanto contra la tiranía inglesa, cuando es la de Roma la que se ha adueñado del palacio del alma».
Harry Levin, por su parte, define a Joyce como «un irlandés parisino, un hereje católico [...], excomulgado y expatriado, el hombre sin país y sin creencias». Y el profesor español Fernando Galván, responsable de una edición crítica de Dublineses, habla en la introducción a la misma del «agnosticismo confesado del autor».
De una forma u otra, en una carta a su futura esposa, Nora Barnacle, de agosto de 1904, Joyce no pudo ser más explícito:

Mi entendimiento rechaza todo el orden social actual y el cristianismo: el hogar, las virtudes reconocidas, las clases en la vida y las doctrinas religiosas. [...] Hace seis años dejé la iglesia católica, con el odio más ferviente. Me resultaba imposible permanecer en ella a causa de los impulsos de mi naturaleza. Hice la guerra en secreto contra ella, cuando era estudiante, y me negué a aceptar las posiciones que me ofrecía. Al hacerlo, me convertí en un mendigo pero conservé el orgullo. Ahora le hago la guerra a las claras con lo que escribo, digo y hago.

Y si se recurre al testimonio de los familiares del escritor: «La ruptura de mi hermano con el catolicismo se debía a otros motivos. Para él era imperativo salvaguardar su auténtica vida espiritual de la devastación de la existencia falsa que se le había impuesto. Pensaba que los poetas, de acuerdo con sus dones y personalidad, eran los verdaderos depositarios de la vida espiritual de su raza, y los sacerdotes no eran más que usurpadores. Detestaba la falsedad y creía en la libertad individual con una intensidad que no he conocido en ningún otro hombre», escribió su hermano Stanislaus en su libro de memorias My Brother's Keeper [El guardián de mi hermano] (1957).
Ya se ha visto, por último, la reacción de Nora Barnacle ante la sugerencia de celebrar una misa funeral por su esposo: «No podría hacerle a él tal cosa». En su aportación a A Bash in the Tunnel, el crítico Arthur Power dedica varias páginas a ilustrar la conmovedora lealtad de Nora hacia su esposo. En cierta ocasión en que Power coincidió con ella, ya viuda, en París, viéndola sola y enferma, le preguntó por qué no regresaba a su país, Irlanda. «¿Cómo? —gritó ella, histérica—. ¡Allí quemaron los libros de mi marido!». Para Power, Nora Barnacle, al contrario de lo que muchos supusieron, fue una persona avisada y perspicaz, firme en sus juicios, y dotada de un gran encanto irlandés, con unos ojos misteriosamente seductores.

## Obra
A lo largo de su vida, entre 1907 y 1939, Joyce publicó una obra corta pero intensa, debido a lo cual suele ser considerada libro a libro. Consta de una colección de cuentos: Dublineses, dos libros de poesía: Música de cámara y Poemas manzanas, una obra de teatro: Exiliados, y las tres novelas que lo hicieron célebre: Retrato del artista adolescente, Ulises (novela) y Finnegans Wake. De este autor se conservan además una novela inacabada: Stephen Hero, un conjunto de ensayos, en prosa y en verso, algunos poemas sueltos y dos cuentos infantiles que dedicó a su nieto, así como abundante correspondencia. Joyce recibió importantes influencias de los siguientes autores: Homero, Dante Alighieri, Tomás de Aquino, William Shakespeare, Edouard Dujardin, Henrik Ibsen, Giordano Bruno, Giambattista Vico y John Henry Newman, entre otros.

### Dublineses

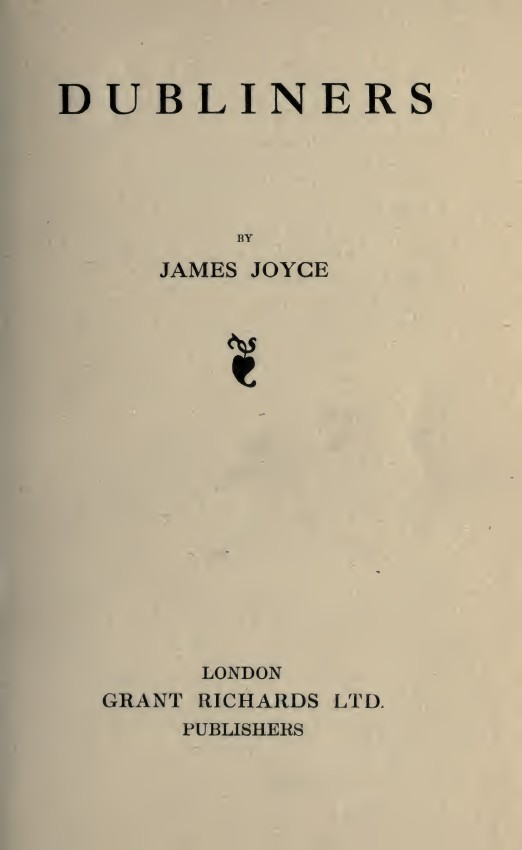
Dubliners, 1914

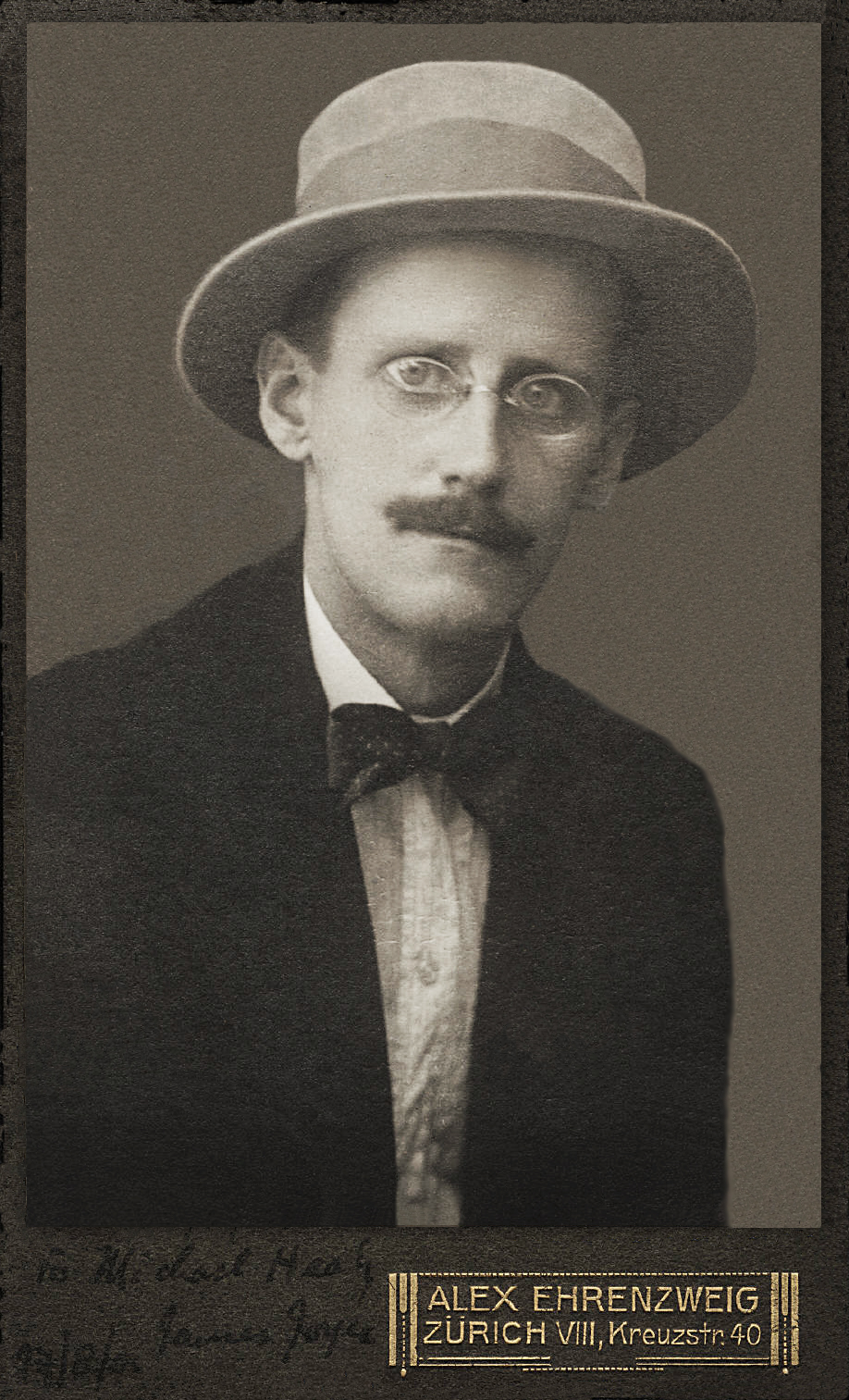
Joyce en 1915.

Dublineses es el único libro de cuentos de Joyce, empezado en 1904 en Dublín, y terminado en Trieste en 1914. El libro comprendía en principio doce cuentos, a los que más tarde se añadieron otros tres. Los cuentos, escritos en un estilo fuertemente realista, tratan de reflejar el anquilosamiento y el inmovilismo a que había llegado la sociedad de Dublín a principios del siglo XX. Son «historias de parálisis», reflejos de la experiencia negativa recibida por el escritor en su juventud de la ciudad que lo vio nacer, por lo que, como toda su obra, exhiben un fuerte contenido autobiográfico. Algunos cuentos se refieren a la infancia, y otros a la edad adulta, pero en todos ellos se aprecia el afán casi obsesivo de su autor por ser fiel a la verdad que había visto y oído, verdad que él jamás altera o deforma. Según su más importante biógrafo, Richard Ellmann, el escritor «deseaba que sus contemporáneos, en particular los irlandeses, se echasen un buen vistazo en su bruñido espejo —como él decía—, pero no para aniquilarlos. Tenían que conocerse a sí mismos para ser más libres y estar más vivos».
Esta obsesión por ser fiel a los detalles más nimios será una de las causas que dificultará la publicación de Dublineses. El manuscrito ya obraba en poder de un editor a principios de 1906, sin embargo, como se ha visto, no fue publicado hasta 1914, aunque no sin el apoyo incondicional de amigos como Ezra Pound y W. B. Yeats. Las objeciones que se hacían al escritor eran principalmente de índole moral y en último término las llevaban a cabo los propios linotipistas, los cuales se negaban a imprimir nada que pudiera comprometerlos. El crítico Fernando Galván, en este sentido, recuerda que «aunque hoy nos parezca absurdo, las leyes de la época hacían responsable al linotipista de todo lo que se imprimiera, por lo que estos operarios ejercían de hecho una censura sobre expresiones y contenidos que estimaran ofensivos y susceptibles, por consiguiente, de ser perseguidos por la justicia».

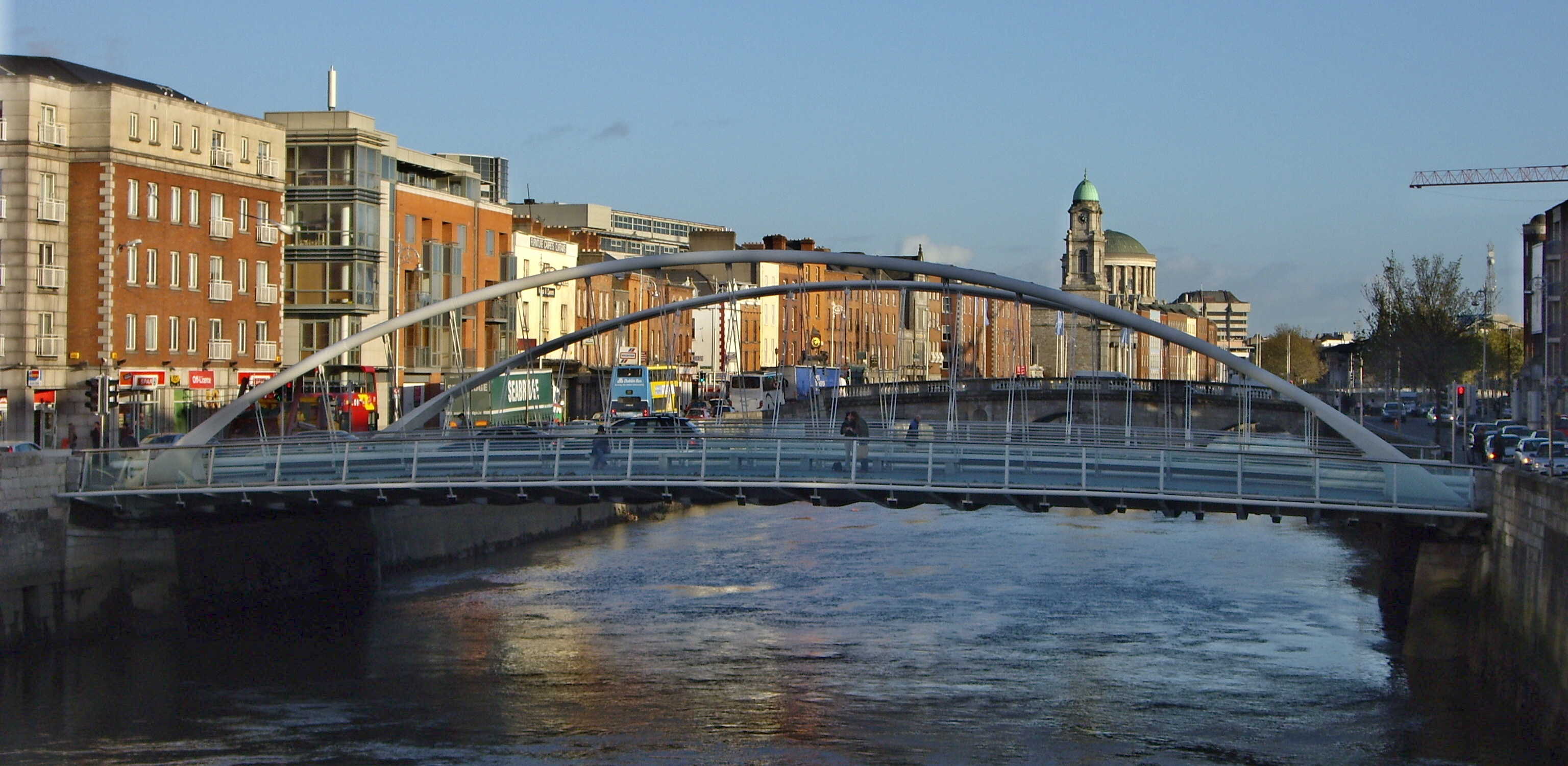
Puente de James Joyce, en Dublín, ciudad que inspiró toda la narrativa del autor.

Los relatos contienen en diversos lugares lo que Joyce llamó "epifanías", revelaciones o iluminaciones repentinas de verdades profundas que transforman súbitamente el alma o la conciencia de los personajes. Estas epifanías, que aparecen ya en obras anteriores como Stephen el héroe y Retrato del artista adolescente, provienen del lenguaje religioso, donde aluden a la manifestación de lo divino. Según Jeri Johnson, responsable de una edición inglesa del libro, se trata de un «término hoy común en el lenguaje crítico, pero fue originalmente Joyce quien lo tomó prestado [...] de la liturgia católica, aplicándolo a los fines del arte».
Al publicarse el libro, la recepción no fue entusiasta. Aunque algunos críticos lo elogiaron, en general se censuró al autor el haber puesto tanto énfasis en aspectos triviales y desagradables de la vida cotidiana. Se le comparó negativamente con el también irlandés George Moore y se achacó a los relatos carecer de argumento y un estilo plano y monótono. Ezra Pound, sin embargo, en la revista The Egoist, comparaba el estilo de Joyce con el de la mejor prosa francesa, alabando, además, su «condensación estilística».

El niño gritó: ¡Ay, papá!, y dio vueltas a la mesa, corriendo y gimoteando. Pero el hombre le cayó detrás y lo agarró por la ropa. El niño miró a todas partes desesperado, pero, al ver que no había escape, cayó de rodillas.
—¡Vamos a ver si vas a dejar apagar la candela otra vez! —dijo el hombre, golpeándolo salvajemente con el bastón—. ¡Vaya, coge, maldito!

El niño soltó un alarido de dolor al sajarle el palo un muslo. Juntó las manos en el aire y su voz tembló de terror.
—¡Ay, papá! —gritaba—. ¡No me pegues, papaíto! Que voy a rezar un padrenuestro por ti... Voy a rezar un avemaría por ti, papacito, si no me pegas... Voy a rezar un padrenuestro.

Dublineses no ha recibido mucha atención en español, pese a sus diversas traducciones, la más conocida quizá, la de Guillermo Cabrera Infante. Ya bastante tarde, Mario Vargas Llosa (1987) resaltó el naturalismo algo arcaico de la colección, aunque para él no se trata en modo alguno de una obra menor. La obsesión con la fidelidad, sigue el escritor peruano, es de filiación flaubertiana. Destaca como su gran mérito la «objetividad» del texto, pero alejada de Zola. Esta objetividad era resultado, por un lado, del absoluto dominio de la técnica narrativa por parte del autor y, por otro, de una finísima percepción estética que lo alejaba de toda pulsión moralizante o sensiblera. De este modo, según Vargas Llosa, Joyce lograba la proeza de dignificar estéticamente la mediocridad de la clase media dublinesa.
Para José María Valverde, hoy es difícil de imaginar que relatos tan transparentes y austeros pudieran escandalizar a nadie; las críticas vendrían precisamente por la pureza elemental del estilo, objetivo, directo e impersonal, «que da así una energía sin límites a lo que fotografía». Añade Valverde: «Ningún pesado novelista naturalista habría podido en un millar o dos de páginas darnos tan nítidamente el Dublín de esa época, y el perenne drama minúsculo de las vidas corrientes en incidentes aburridos, pero reveladores». Y en su Historia de la literatura universal, De Riquer y el citado Valverde valoran en especial la «pureza expresiva» de estos relatos, apuntando asimismo que las dificultades para su publicación pudieron provenir incluso de un veto lanzado por la realeza británica, debido a ciertas alusiones en el libro.
Anthony Burgess observa en Dublineses el primer gran fruto del exilio joyceano. «Hoy nos parece un purgante suave, pero porque se trata del primero de toda una farmacopea catártica a la que hoy ya hemos desarrollado tolerancia. [...] Dublineses era totalmente naturalista, y ningún tipo de verdad es inofensivo; como dijo Eliot, la especie humana no puede soportar demasiada realidad».
El crítico irlandés y editor de la obra, Terence Brown, estudia la sólida armazón estructural de la misma, que se manifiesta en los frecuentes paralelismos y equivalencias entre las historias, hasta el punto de que los títulos del primer y último relatos ("Las hermanas" y "Los muertos") podrían perfectamente intercambiarse, sin que eso afectase al sentido general de aquella. Mediante dichos alardes técnicos, Joyce contribuyó a demostrar «la significación literaria del relato breve como forma artística de notable economía y cargada de implicaciones».
Entre los muchos comentarios sobre los contenidos intertextuales presentes en este libro, se encuentra el siguiente del amigo de Joyce, Frank Budgen: «Stephen [Dedalus] aparece por primera vez como personaje en el Retrato del artista adolescente, pero no cabe duda de que es el narrador anónimo de los tres primeros estudios de Dublineses».
Siguiendo con su carácter realista, Harry Levin rastrea a lo largo del libro influencias, entre otros, de Chéjov, Dickens y Sherwood Anderson, y Jeri Johnson comenta ampliamente la del dramaturgo Henrik Ibsen; esta estudiosa subraya asimismo la «madura inteligencia estética» del muchacho de veinticinco años capaz de componer el prodigioso relato que cierra la colección, "Los muertos". Según W. Y. Tindall, esta historia sugiere, a través del personaje de Gabriel Conroy, un lúgubre retrato del Joyce que pudo haber sido, de haber continuado en Dublín, casado con Nora (representada por Gretta), enseñando en la universidad y escribiendo artículos para el Daily Express, mientras que para Burgess «"Los muertos" es quizá el informe más personal en la larga crónica dublinesa que supuso el trabajo de su vida». Este cuento es definido por la Enciclopedia Británica como uno de los mejores que se han escrito.

### Retrato del artista adolescente

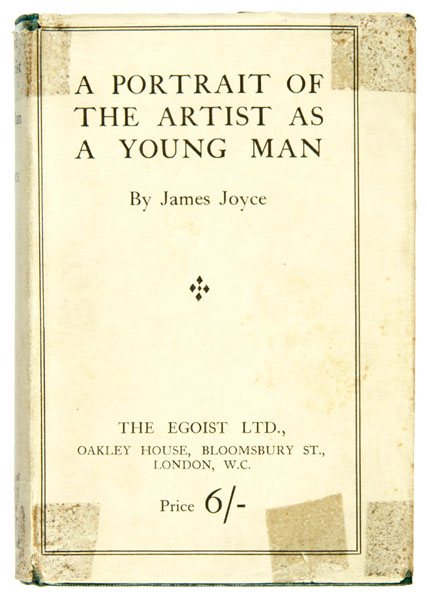
Portada de la revista The Egoist.

El Retrato es una novela semiautobiográfica, perteneciente al género de la llamada Bildungsroman (novela de aprendizaje), que fue publicada inicialmente en formato de serial por la revista The Egoist, entre 1914 y 1915, y como libro en el año 1916, aunque fue empezada como tal en 1907.
Para José María Valverde, con esta obra alcanza el irlandés su estatura total como escritor, en tanto que, para Herbert Gorman, aquí Joyce llega a ser definitivamente él mismo. El Retrato es la historia de un muchacho llamado Stephen Dedalus, que representa el alter ego de Joyce, por lo que en ella aparecen muchos episodios basados en la vida real del escritor. El apellido del personaje hace clara referencia a Dédalo, el arquitecto y artesano de la mitología griega constructor del famoso laberinto de Creta —donde estaba preso el Minotauro—; "dédalo", en castellano, es también "laberinto".
El Retrato había conocido una versión anterior, datada en 1905, que no llegó a ver la luz: Stephen el héroe. Según cuentan sus biógrafos, esta última novela fue escrita en tiempos de profundo desaliento para Joyce, y su abandono pudo ser producido por una pelea con su mujer, Nora, en Trieste, en el transcurso de la cual Joyce arrojó el manuscrito al fuego de una estufa, aunque afortunadamente fue rescatado por una hermana del escritor. La versión de Sylvia Beach, editora de Ulises, es que Joyce arrojó el manuscrito al fuego después de que el editor que hacía el número veinte de todos a los que lo había enviado se lo devolvió y que Nora, a riesgo de quemarse las manos, lo sacó del fuego. En cualquier caso, el manuscrito daría lugar, años después, al Retrato, cuya publicación fue posible por el apoyo decisivo, como en el caso de Dublineses, de Ezra Pound.
En términos generales, se reflejan en la novela las luchas de un joven sensible en contra de las convenciones de la sociedad burguesa de su tiempo, en especial las católicas e irlandesas. La obra está contada desde el punto de vista del propio Stephen (nombre que pudiera ser alusión a San Esteban, primer mártir cristiano), cuya subjetividad se va desarrollando a lo largo de cinco extensos episodios o capítulos. En las primeras páginas, la narración se plasma en estilo indirecto libre, similar al monólogo interior. A través de esta técnica, el personaje, transmutado en narrador (o a la inversa), aparentemente expone sus pensamientos tal cual le vienen, muchas veces al azar. En el Retrato, posteriormente se recurre a la clásica tercera persona narrativa.
Muy característico del Retrato, y del hacer de Joyce, es la evolución estilística que exhibe, progresión que el autor hace coincidir con las sucesivas etapas en la vida del protagonista. Así, pasa de reflejar los balbuceos de un bebé, en las primeras páginas, a los depurados períodos que cierran la novela, en los cuales se explaya la peripecia interior de un universitario. Esta mezcla de estilos alcanzará su máxima expresión en Ulises (1922), obra maestra del autor, en la cual repite protagonismo Stephen Dedalus.
Uno de estos procedimientos se funda en un enfoque inédito de la memoria: «Parte de la nueva complejidad surge del desarrollo por parte de Joyce de un estilo peculiar que tiene por objeto la captura de la calidad cambiante de la memoria; parte de ella proviene de una estructura narrativa que enfatiza la repetición en lugar del desarrollo continuo, cronológico. En el Retrato vemos los bruscos virajes en la vida de Stephen con mayor claridad y regularidad que en Stephen Hero».
Obra repleta de símbolos para Anthony Burgess, el fundamental es el que recrea a una criatura tratando de escapar de la esclavitud de los elementos más groseros, la tierra y el agua, aprendiendo dolorosamente a volar. Además, la prosa y el asunto tratado llegan a ser la misma e inseparable cosa, lo que constituyó la primera gran ruptura narrativa en el siglo XX.
Harry Levin encuentra en esta obra la transcripción literal de los primeros veinte años de la vida de Joyce, aunque, a diferencia de otras autobiografías, el énfasis se pone en las aventuras emocionales e intelectuales de su protagonista. Por otra parte, la novela trata de forma cáustica a todos los personajes menos a este. La apocalíptica retahíla sobre el Infierno a cargo del jesuita, en el capítulo 3, muestra claras resonancias de discursos pronunciados en Moby Dick y en Los hermanos Karamazov.
Para Tindall, en efecto, los personajes secundarios cruzan la acción apenas como sombras, provocaciones o meros estímulos para ayudar a desarrollarse la visión del protagonista, de manera que los detalles del entorno casi siempre sirven como excusas para sus epifanías. El pecado que más atormenta a Stephen Dedalus es el de la soberbia, el mayor de todos los pecados, de forma que, como artista en ciernes, amante del brillo personal, acaba dejándose deslumbrar por Lucifer ("el que trae la luz") y su non serviam.
Jeri Johnson, editora de la novela en inglés, centra gran parte de su atención en el protagonista de la misma y en su verdadero sentido autobiográfico: «Encontramos en cada capítulo el mismo modelo de desarrollo de la acción. Cada uno se abre con el personaje de Stephen en actitud humillada, y acaba con él en modo triunfante. [...] Las cosas ocurren en esta novela de acuerdo con su significado para el retrato de Stephen que Joyce quiere ejecutar, revelando uno u otro detalle del personaje y de la cultura en que se desenvuelve. [...] Stephen se parece a su autor tanto como se diferencia. [...] Joyce escribió una novela que Stephen nunca hubiese podido escribir».
Retrato del artista adolescente tuvo gran repercusión literaria. Por ejemplo, los novedosos recursos exhibidos en sus primeros capítulos inspiraron a William Faulkner la técnica que utilizó en su admirable descripción de la mente del idiota protagonista de El ruido y la furia.
El Retrato cuenta con una excelente traducción al castellano de 1926, a cargo de Dámaso Alonso, quien firmó la misma 'Alfonso Donado'.

Cerró los ojos, adormilado. Le temblaban los párpados como si sintieran el gran movimiento cíclico de la tierra y de sus satélites, como si sintieran la luz extraña de un mundo nuevo. Su alma se iba hundiendo en aquel mundo desconocido, fantástico, vago como las profundidades marinas, surcado por formas y seres de niebla. ¿Era un mundo, una luz vaga o una flor? Brillo y temblor, temblor y flujo, luz en aurora, flor que se abre, manaba continuamente de sí mismo en una sucesión indefinida, hasta la plenitud neta del rojo, hasta el desvanecimiento de un rosa pálido, hoja a hoja, y onda de luz a onda de luz, para inundar el cielo todo de sus dulces tornasoles, a cada matiz más densos, a cada oleada más oscuros.

### Ulises
El escritor y traductor de la obra al español, José María Valverde, cuenta que, una noche de junio de 1904, poco tiempo después de conocer a Nora, paseaba el joven Joyce por la calle cuando se le ocurrió piropear a una muchacha con la que se encontró, sin darse cuenta de que venía acompañada por un militar. Recibió un golpe y se desplomó, siendo atendido por un judío de la ciudad, famoso por las infidelidades de su mujer. Años después, siendo empleado bancario en Roma, pensó en utilizar este episodio como cuento para Dublineses, pero fue en realidad el germen de la novela.
Según el profesor y crítico español Francisco García Tortosa, Ulises es una de las novelas más influyentes, discutidas y renombradas del siglo XX; unos tienen referencias de ella porque siempre ha estado rodeada de escándalo, otros por su poderoso carácter vanguardista, por su creatividad verbal, la mayor después de Shakespeare, por haber sido la descubridora de las interioridades del hombre moderno. También ha recibido comentarios de muy distinto signo, por lo que la crítica, casi cien años después de su publicación, sigue sin ponerse de acuerdo sobre su significado.

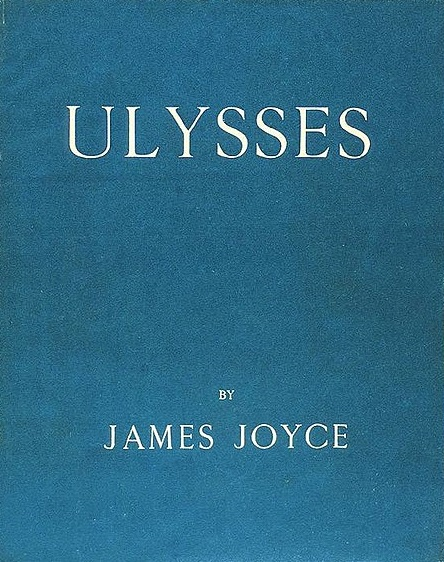
Primera edición de Ulysses.

José María Valverde hace referencia al enorme poderío verbal de Joyce y a la gran dificultad de la lectura de Ulises. Su autor, gran poeta, disfrutaba de una poderosa memoria verbal e incorporó a la obra innumerables asociaciones lingüísticas, citas literarias, trozos de óperas, canciones, vocablos extranjeros, chistes y juegos de palabras, términos teológicos y científicos..., a todo lo cual hay que añadir que cada capítulo o fragmento de la novela está escrito en un estilo distinto: monólogo interior, imitación de inglés arcaico, del lenguaje periodístico, teatral, hasta del esquema de preguntas y respuestas del catecismo. Para Nabokov, este constante desplazamiento del punto de vista aporta a la obra «un conocimiento más variado, un vislumbre más fresco y vivo de este o aquel aspecto».
El estudioso joyceano Harry Levin, en James Joyce: a Critical Introduction [Introducción crítica a James Joyce], lleva a cabo un profundo análisis sobre esta y otras obras del autor. Opina que la imitación de la vida a través del lenguaje nunca se había desarrollado tan literalmente como en Ulises, hasta el punto de que el vínculo de comunicación, la identificación con el libro, llegan a ser tan estrechos que acaban generando en el lector cierta incomodidad. Umberto Eco coincide en este extremo: el magistral manejo del monólogo interior tiene como resultado que «los personajes del Ulysses nos parecen más vivos, más verdaderos, más complejos y más caracterizados que los de cualquier buena novela tradicional en la que un autor omnisciente se detenga a explicarnos y a motivarnos cada vicisitud interior de su héroe».
A este respecto, el crítico canadiense Hugh Kenner, en su estudio Joyce's Voices [Las voces de Joyce], analiza con detenimiento las fórmulas narrativas del irlandés (las "voces"), la más llamativa de las cuales, relacionada con la tan traída y llevada "objetividad" del autor, se sintetiza en lo que Kenner denominó el «Principio del tío Charles» («Uncle Charles Principle»), en referencia a un personaje del Retrato. Versión joyceana del estilo indirecto libre, se trata, según Kenner, de un recurso totalmente nuevo en la ficción, a través del cual la figura del narrador «por lo común neutral en su vocabulario, se deja oscurecer por la utilización de una serie de modismos que el personaje usaría si fuese él mismo quien contase la historia. En las varias extensiones de este recurso tenemos indicios de la multiplicidad de estilos que encontramos en Ulises». Por eso, dice Kenner, Joyce parece hacer funcionar un narrador "objetivo" que no lo es en realidad. Esto al escritor le crea un problema, por ejemplo, a la hora de separar la voz monologal de Bloom de la suya propia como narrador, y hasta de sus juicios personales.

Mr Bloom entered and sat in the vacant place. He pulled the door to after him and slammed it tight till it shut tight. He passed an arm through the armstrap and looked seriously from the open carriage window at the lowered blinds of the avenue. One dragged aside: an old woman peeping. Nose whiteflattened against the pane. Thanking her stars she was passing over. Extraordinary the interest they take in a corpse. Glad to see us go we give them such trouble coming. Job seems to suit them. Huggermugger in corners. Slop about in slipper-slappers for fear he'd wake. Then getting it ready. Laying it out. Molly and Mrs Fleming making the bed. Pull it more to your side. Our winding-sheet. Never know who will touch you dead. Wash and shampoo. I believe they clip the nails and the hair. Keep a bit in an envelope. Grow all the same after. Unclean job.

El señor Bloom entró y se sentó en el sitio vacío. Tiró de la portezuela tras de sí y dando con ella un portazo la cerró bien apretada. Pasó un brazo por la correa de apoyo y se puso a mirar con seriedad por la ventanilla abierta del coche hacia las persianas bajadas de la avenida. Alguien se echó a un lado: una vieja atisbando. Nariz blanca de aplastarse contra el cristal. Dando gracias a su destino porque la habían pasado por alto. Extraordinario el interés que se toman por un cadáver. Contentas de vernos marchar les damos tanta molestia llegando. La tarea parece irles bien. Cuchicheos por los rincones. Chancletean por ahí en pantuflas de felpa por miedo a que despierte. Luego dejándolo listo. Adecentándolo. Molly y la señora Fleming haciendo la cama. Tire más de su lado. Nuestra mortaja. Nunca sabes quién te va a tocar muerto. Lavado y champú. Creo que cortan las uñas y el pelo. Guardan un poco en un sobre. De todas maneras crece después. Trabajo nada limpio. [Versión Valverde.]

Igualmente desde el punto de vista técnico, Stuart Gilbert, el primer gran estudioso de Ulises, desvela el procedimiento más simple que utilizó Joyce en su composición y que consiste en la presentación de fragmentos o motivos que van repitiéndose a lo largo de todo el libro. Estos fragmentos, una vez asimilados por el lector, sirviendo de engranajes, contribuyen a la comprensión cabal del mismo.
Uno de los capítulos más ricos estilísticamente de la obra ha sido muy estudiado: «"Los bueyes del Sol", al igual que Ulises, es un campo de debate en el que las lecturas poéticas, novelísticas y textuales entremezclan sus reclamos, dando ambiciosas respuestas a preguntas sobre la unidad formal y temática. (Lo humano, la lingüística y la vida estética aparecen subsumidos en una metáfora orgánica del crecimiento y el parto)».
Harry Levin, por su parte, destaca una cualidad narrativa especial, vinculada a la técnica del "monólogo interior": «La mente de Bloom no es ni una tabula rasa ni una ilustración fotográfica, sino una película cinematográfica que ha sido ingeniosamente cortada y montada para enfatizar los primeros planos y los fundidos de parpadeante emoción, ciertos ángulos de observación y flashbacks con reminiscencias. En su intimidad y continuidad, Ulises tiene más en común con el cine que con cualquier otra forma de ficción».
Stefan Zweig describió maravillado la obra en 1928: «Una tarantela del inconsciente, fuga delirante y tumultuosa de ideas, que arrastra consigo indistintamente en su torbellino lo que encuentra a su paso, lo más sutil y trivial, lo más fantástico y freudiano, teología y pornografía, lirismo y soeces trivialidades de cochero; un caos, en suma, aunque no soñado confusamente por el cerebro embriagado de un Rimbaud, enturbiado con exceso por el alcohol y demoníacamente obnubilado, sino orquestado con audacia y conocimiento de causa por un intelectual de penetrante, irónico y cínico espíritu.[...] y al fin acaba uno por ser presa del vértigo, como si hubiese montado diez horas en el tiovivo o hubiera escuchado música sin cesar, aquella música que ciega con agudos sones de flauta y luego con áspero redoble de tambores y barbarie del jazz, bien que siempre la música de palabras de James Joyce, buscadamente modernista, se exprese aquí con una de las orgías más refinadas del lenguaje a que se haya podido aventurar jamás idioma alguno».
También sobre las virtudes puramente musicales de muchos de sus pasajes, y más en particular el capítulo "Las Sirenas", escribió el crítico musical Alex Ross: «Es en sí mismo un remolino contrapuntístico de imágenes, un equivalente literario del serialismo».
Ulises es una novela gigantesca, de proporciones parecidas a las de las más importantes del siglo XIX, como Crimen y castigo o Ana Karenina. No en vano, el escritor Samuel Beckett, que más tarde se convertiría en asistente de Joyce, muy apropiadamente la llamó «oeuvre héroïque» (obra heroica). Contiene alrededor de 267 000 palabras, y un vocabulario de más de 30 000. Las dos ediciones en castellano manejadas constan de 900 páginas. Las ediciones en inglés oscilan entre las 700 y 750. Todas ellas están divididas en 18 capítulos para facilitar la lectura y comprensión de la obra, ya que el autor no estableció estas divisiones, solo agrupó los episodios en tres partes o secuencias: 1.ª: 1-3. 2.ª: 4-15 y 3.ª: 16-18. Los capítulos o episodios son: 1. Telémaco. 2. Néstor. 3. Proteo. 4. Calipso. 5. Lotófagos. 6. Hades. 7. Eolo. 8. Los lestrigones. 9. Escila y Caribdis. 10. Las rocas errantes. 11. Las sirenas. 12. El cíclope. 13. Nausicaa. 14. Los bueyes del sol. 15. Circe. 16. Eumeo. 17. Ítaca y 18. Penélope.
Según Herbert Gorman, Ulises es la revelación de la vida entera en un solo día, y el lector llega a conocer a su protagonista principal, Leopold Bloom, mejor que a sí mismo.
En el plano narrativo, la novela se centra en las trayectorias de sus tres personajes principales (entre otros varios cientos) a lo largo de la ciudad de Dublín: el judío cuarentón Leopold Bloom, el joven universitario Stephen Dedalus (alter ego de Joyce), con quien se abre la obra, y la mujer del primero, Molly Bloom, hija de irlandés y judeoespañola, con cuyo largo y extraordinario monólogo interior se cierra.
Harry Levin revela dos claves para la comprensión de Ulises: su simbolismo épico basado en la Odisea, y su atmósfera naturalista, fiel reflejo de la ciudad de Dublín. Así, la novela está basada metafóricamente en el esquema episódico que sigue la Odisea de Homero. De hecho, Joyce recomendaba a sus amigos que releyeran la epopeya griega antes de abordar Ulises. Levin afirma, sin embargo, que al lector de Joyce que regresa a Homero en realidad le llaman más la atención las divergencias que las analogías.
Harold Bloom hace igualmente a la obra tributaria del Hamlet shakespeariano, especialmente por lo que se refiere al personaje de Stephen Dedalus. De Riquer y Valverde, por su parte, opinan que «Ulises es la más cruel broma que se ha gastado al Romanticismo, el punto donde los ideales literarios del siglo XIX se horrorizan al verse en tan radical espejo». Y aunque la obra esté plagada de indecencias, «no es exacto decir que sea un libro inmoral: es igual que un análisis médico, donde no se omite nada por repugnante que sea». Sobre este aspecto, en su ensayo "Inside the Whale" ("Dentro de la ballena"), señaló George Orwell : «Lo verdaderamente notable de Ulises [...] es lo corriente de su material. [...] Ahí vemos todo un mundo de materia que uno creía incomunicable por naturaleza, y alguien se las ha arreglado para comunicarla».
Relaciona Harry Levin a su protagonista de raíz homérica con los peregrinos de paródica heroicidad que arrancan de El Quijote de Cervantes. Afirma Levin además que esta obra entronca directamente con las narraciones anteriores, ya que plasma la introspección del Retrato contra el telón de fondo realista de Dublineses.

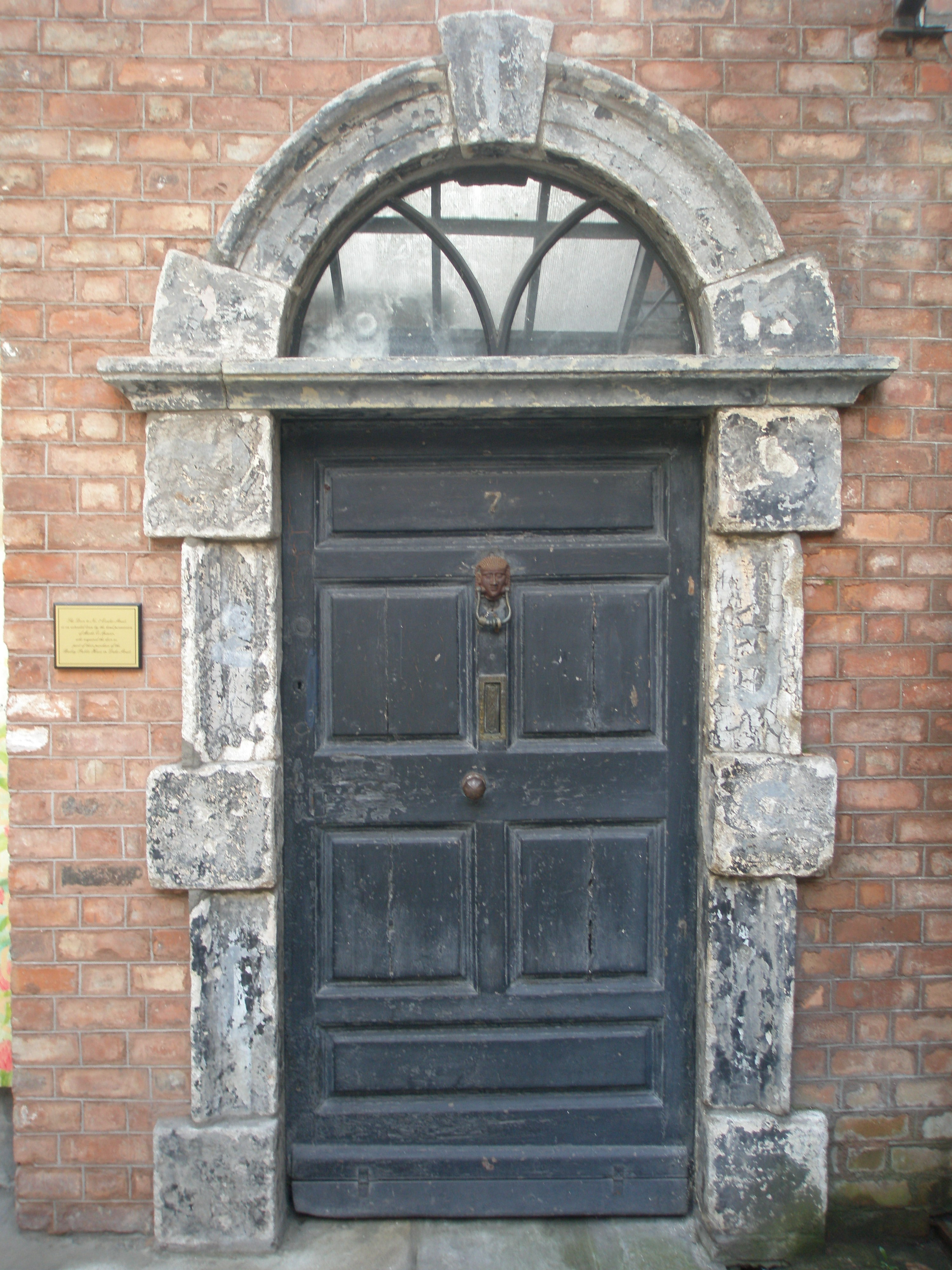
Fachada original del n.º 7 de Eccles Street, casa de Leopold y Molly Bloom en Ulises. Se conserva en el James Joyce Centre, Dublín.

Otros críticos consideran igualmente Ulises mera continuación del Retrato, dado que ambas obras son fuertemente autobiográficas; el propio Joyce reconoció este extremo en una carta. Así, el material principal del libro son su ciudad, Dublín, y la propia vida del autor. Por otra parte, aunque no se trata de una novela social, el Dublín de Joyce, debido a la maestría descriptiva del autor, es comparable al Londres de Dickens o el París de Balzac. El propio Joyce dijo en cierta ocasión que si esta ciudad quedara destruida, se podría reconstruir a partir de su libro. Aparecen retratadas con todo detalle las circunstancias sociales, políticas, económicas y religiosas de la capital y de Irlanda, con especial mención al movimiento autonomista liderado por Charles Stewart Parnell, que el escritor recordaba de su niñez, aunque nunca se identificó con este movimiento, refiriéndose a veces al mismo sarcásticamente.
Para Anthony Burgess, "cómica" es la palabra clave que define la obra, aunque esta comicidad la vincula más bien con los clásicos de la mock-epic (los antihéroes de Cervantes, Fielding, Dickens, Rabelais...) antes que con sus contemporáneos (P. G. Wodehouse, Richard Gordon). Los héroes de la gran épica bufa, por un giro irónico, siempre son más admirables, por más humanos, que los semidioses clásicos a los que parodian. Don Quijote y Leopold Bloom no sirven como ejemplos cósmicos, en la línea de Odiseo o Eneas, pues se limitan a tratar de mejorar la sociedad por medio de su conducta decente. La comicidad en Ulises se logra a través de una gran variedad de recursos, desde lo más chabacano a lo más sutil, y muchas veces mediante la utilización humorística del propio lenguaje. Burgess destaca asimismo el humanismo de la obra («one of the most humane novels ever written»), que se manifiesta, v. gr., en la práctica ausencia de actos de crueldad y violencia.
W. Y. Tindall, en su A Reader's Guide to James Joyce [Guía para el lector de James Joyce], hace referencia a este mismo aspecto: «Sin lugar a dudas, el tema de Ulises, que implican la búsqueda y el carácter de sus personajes, es moral. Como la Iglesia que él rechazó, Joyce condenaba la soberbia, el mayor de los pecados, y recomendaba la caridad, la mayor de las virtudes. Como cualquier humanista, era partidario del humanitarismo. [...] Habiendo mostrado los defectos del sentimiento amoroso en el Retrato, "Los muertos" y Exiles, devuelve al amor el triunfo en Ulises. [...] Es penoso que una obra que celebra a la humanidad y sus virtudes se separe de los hombres debido a su dificultad». Para Eco, el mismo empeño ético que preside Dublineses lo encontramos en el Ulises, y agrega que «bajo el cinismo de Ulysses se esconde una gran piedad», y Frank Budgen escribió: «Hay mucho en el Ulises que puede calificarse de obsceno, en la acepción normal de la palabra, pero muy poco de perverso».
José María Valverde resume su impresión afirmando que el protagonista de la novela no es Leopold Bloom, sino el propio lenguaje, y, al igual que Burgess, destaca que Ulises es un monumento de humor, como el Quijote, es decir, que la obra impone un distanciamiento, una toma de perspectiva más amplia, plena de ironía crítica y sin moralejas ante el hombre en general. El impacto más hondo que produce su lectura quizá sea «hacer que nos demos cuenta de que nuestra vida mental es, básicamente, un fluir de palabras que a veces nos ruborizaría que quedara al descubierto». Para el también traductor de la obra, Francisco García Tortosa, la técnica narrativa más notable que exhibe Ulises, el monólogo interior o flujo de conciencia, que Joyce tomó, con variaciones, del novelista francés Edouard Dujardin (de su obra Les Lauriers sont coupés), completa el círculo realista de la novela; la actitud que debe adoptar el lector ante su lectura debe parecerse a la que adopta ante la propia vida. Y, según Hermann Broch, más sutilmente, «El conglomerado estilístico de Joyce es, considerado desde un punto de vista técnico, un procedimiento que somete sucesivamente el objeto tratado a la iluminación de los diferentes estilos para arrancar de él la mayor cantidad posible de realidad, de una realidad supranaturalista. Evidentemente no se trata de un divertimento musical que somete un mismo tema a diferentes tratamientos estilísticos, sino que aquí -y ahora es realmente cuando el concepto de estilo cobra un significado auténtico y propio-, el objeto emana del estilo, la esencialidad del objeto condiciona el estilo, creando, mediante este juego continuo de efectos y contraefectos, una realidad, que es, en definitiva, la realidad del mundo».
La novela, que había ido saliendo por entregas periódicas, fue publicada en París, en 1922, exactamente el día 2 de febrero, fecha del cuadragésimo cumpleaños de Joyce. Su editora fue una osada librera estadounidense afincada en París, Sylvia Beach. La publicación hubo de superar grandes dificultades, al haber recibido todo tipo de acusaciones de inmoralidad por su «franqueza» (ya se ha visto lo sucedido con Dublineses). Debido a estos problemas, el libro no salió a la luz en Inglaterra hasta muchos años más tarde, en 1936.
La acogida que recibió Ulises desde el primer momento fue apoteósica, tanto por parte de la crítica como de la mayoría de los grandes escritores. Entre sus muchos entusiastas, además del ya mencionado Samuel Beckett, se cuentan: W. B. Yeats, Ezra Pound, T. S. Eliot, Ernest Hemingway, Valery Larbaud, Arnold Bennett, William Faulkner, o Francis Scott Fitzgerald, quien ofreció al irlandés saltar por una ventana para probarle su veneración; Joyce le rogó que no lo hiciera.
La influencia de esta y otras obras de Joyce en castellano ha sido igualmente profunda (Cfr. «Legado e influencia»).

### Finnegans Wake
Finnegans Wake es el último trabajo que publicó en vida este autor. Apareció en 1939, dos años antes de su muerte, en la editorial londinense Faber & Faber. Durante todo su proceso de creación, que se extendió a lo largo de casi veinte años, había sido conocido como Work in Progress (Obra en marcha).
En los primeros años, Joyce avanzó mucho en el libro, pero a partir de 1930 el progreso fue más lento. Esto se debió a varios factores. Entre los más importantes, están sin duda la enfermedad mental que aquejaba a su hija Lucia y sus propios problemas de salud, especialmente con la vista. Joyce, sin embargo, recibió la ayuda de asistentes como Samuel Beckett. Este, en 1928, inició una breve relación sentimental con Lucia Joyce, pero le puso fin en 1930, para disgusto de los padres de Lucia, que declararon desde entonces a Beckett persona non grata. Los dos escritores, sin embargo, acabarían reconciliándose un año más tarde.
Las reacciones ante lo que se iba conociendo de Finnegans Wake eran de diversa índole. Algunas de las personas que habían apoyado el proyecto al principio, como Ezra Pound y el hermano del autor, Stanislaus Joyce, emitieron juicios negativos. En contra de estos comentarios, varios de los seguidores del autor (el ya mencionado Beckett, Thomas MacGreevy, Eugene Jolas, William Carlos Williams, entre otros) publicaron en su defensa el libro de ensayos de título imposible (y en parte sugerido por Joyce), Our Exagmination Round His Factification for Incamination of Work in Progress (1929). La ayuda prestada a Joyce por sus ayudantes consistió principalmente en el cotejo y la anotación de términos de distintas lenguas en tarjetas que luego usaría Joyce, o escribir el texto al dictado del autor, debido a sus problemas de vista.
El título alude a una popular balada callejera de mediados del siglo XIX, donde se narra la muerte y resurrección paródica de Tim Finnegan, un irlandés aficionado a la bebida.

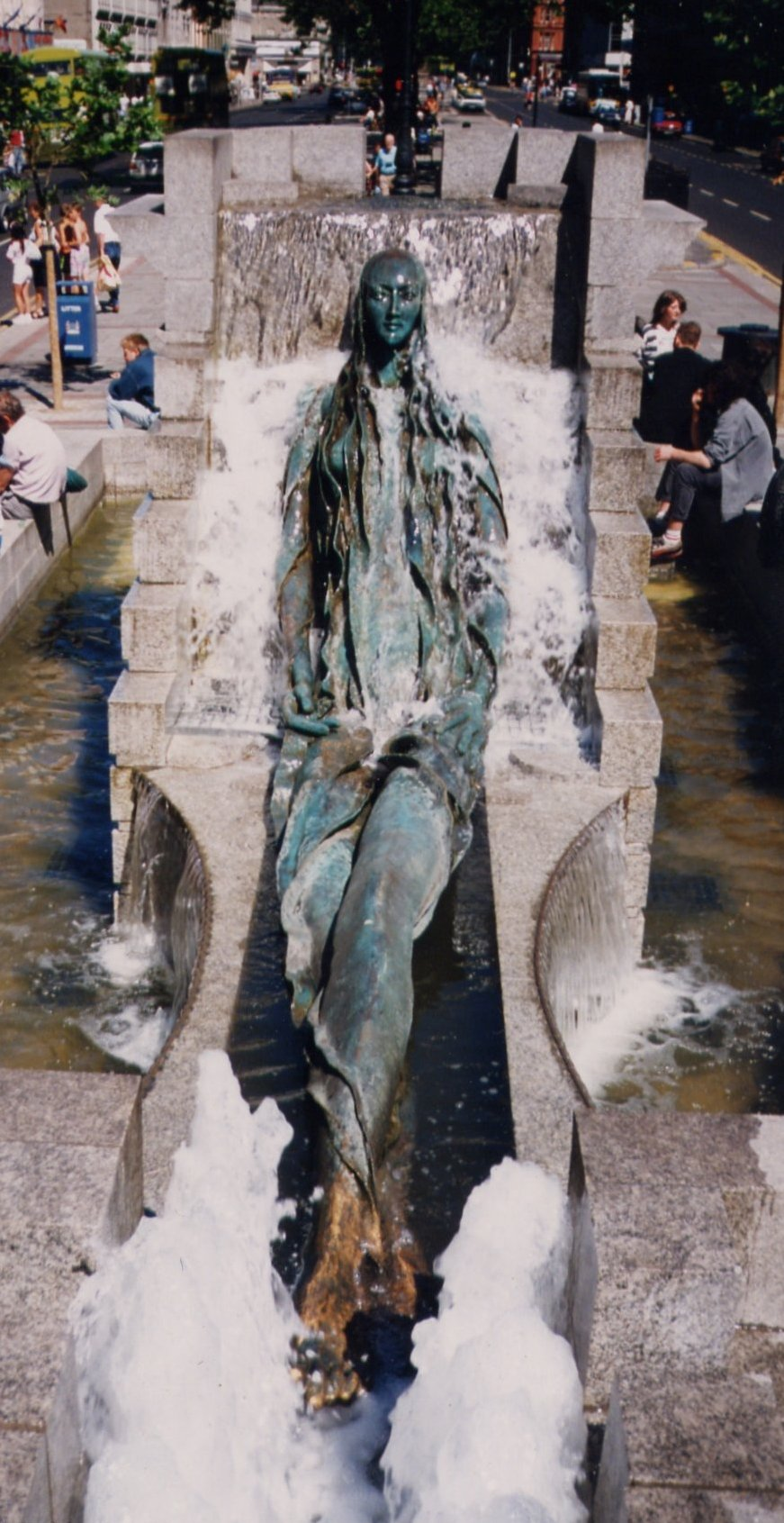
Fuente de Dublín representando a Anna Livia Plurabelle, personaje de Finnegans Wake.

A grandes rasgos, la acción transcurre en las afueras de Dublín, en la taberna de Finnegans Wake, escenario de toda la obra. El tabernero es Porter, también conocido como Humphrey Chimpden Earwicker, que está casado con Anna Livia Plurabelle. Tienen tres hijos: dos varones, Shem y Shaun, y una chica, Isobel. Aparecen además algunos sirvientes y clientes. El tabernero, y esta es la excusa argumental, tiene un complejísimo y larguísimo sueño, sueño que se mezcla, según un esquema cíclico, con el de su mujer y los demás personajes de la novela.
La obra se abre con una frase que se completa en las páginas finales, describiendo una estructura circular. La influencia en este sentido del italiano Giambattista Vico, con su visión cíclica de la historia, y de Giordano Bruno, es muy notable. El método del monólogo interior, las alusiones literarias y las asociaciones oníricas, así como los juegos de palabras, fueron llevados al límite en Finnegans Wake. La obra abandona toda convención de argumento, trama y diseño de los personajes, y está escrita en un lenguaje oscuro e inextricable, basado sobre todo en complejos juegos de palabras expuestos en distintos niveles significativos y tomados de varias lenguas. Sin embargo, los lectores parecen ponerse de acuerdo acerca de los personajes principales y del sentido general de la obra.

Well, you know or don't yo kennet or haven't I told you every telling has a taling and that's the he and the she of it. Look, look, the dusk is growing! My branches lofty are taking root. And my cold cher's gone ashley. Fieluhr? Filou! What age is at? It saon is late. 'Tis endless now senne eye or erewone last saw Waterhouse's clogh. They took it asunder, I hurd thum sigh. When will they reassemble it? O, my back, my back, my bach! I'd want to go to Aches-les-Pains. Pingpong! There's the Belle for Sexaloitez! And Concepta de Send-us-pray! Pang! Wring out the clothes! Wring in the dew! Godavari, vert the showers! And grant thaya grace! Aman.

Bueno, sabes o no sapes o no tero he dicho que todo dicho tiene un fin falorio que es el quid y el quae del asunto. Mira, mira, está cayendo la tarde! Mis ramas en lo alto están echando raíces. Y mi siento frío comienza a favilar. Fieluhr! Filou! Qué edad es? Pronto es tarde. Hase na eternidad desde que mi ojo nie nadie viera por última vez el reclogh de Waterhouse. Lo desarbolaron, oí que lo mentaban. Cuándo lo rearbolarán? Oh, mi espalda, mi espalda, vi balda! Me iría a Aches-les-Pains. Pingpong! Ahí está la Belle para Sexaloitez! Y Concepta del Sandánosle-ora! Pang! Escurre la ropa! Escurre en la escarcha! Deodolente, si a raso que no llueva! Y venga a nosotros tu gracia! Amán.

El crítico García Tortosa destaca la extremada dificultad de su lectura, lo que ha motivado que hasta el presente no se cuente con una traducción completa en castellano, ya que una que salió hace años fue pronto retirada del mercado a causa de las críticas adversas recibidas. Valverde llega más lejos: «Finnegans Wake es, seguramente, el libro de más difícil lectura que se haya escrito nunca». Y para Umberto Eco «constituye el documento de inestabilidad formal y ambigüedad semántica más aterrador del que jamás se haya tenido noticia».
Jennifer Levine encuentra una disculpa verosímil a este hecho: «La indeterminación de Finnegans Wake surge de las extrañas condiciones ontológicas que explora la obra, en particular, el sueño y la muerte, condiciones que hacen cuestión primordial la esencia del yo, la propia identidad».
Len Platt asegura por su parte que la obra anuncia «una nueva revolución de la palabra», pero en otro sentido que Ulises: «El Wake revela una técnica de resonancias culturales poderosamente amplias que implica no exactamente un nuevo lenguaje, sino una nueva clase de lenguaje a través del cual se intenta, no estabilizar el mundo, sino más bien descomponerlo en una procelosa diversidad de posibles o potenciales significados». Estos significados, sin embargo, no son tan múltiples o heterogéneos, tal y como se ha sugerido a veces, ya que, por ejemplo, no cabe en ningún caso la interpretación de que la novela trata de "una gran ballena blanca".
Harry Levin enumera solo algunos de los recursos estilísticos y gramaticales utilizados: Fónicos: rima, aliteración, asonancia, onomatopeya; morfológicos: derivación regresiva, infijos, etimologías, retruécano; alfabéticos: acróstico, anagrama, palíndromo.
En cierta ocasión se le preguntó a Joyce por qué estaba escribiendo el Finnegans como lo estaba haciendo, y él, esbozando una sonrisa, replicó: «Para tener ocupados a los críticos durante trescientos años». Esta dificultad de Finnegans, sin embargo, motivó muy pronto las quejas de grandes escritores, entre ellos H. G. Wells y Ernest Hemingway.
Jorge Luis Borges, en una reseña sobre el libro, escribió: «Finnegans Wake es una concatenación de retruécanos cometidos en un inglés onírico y que es difícil no calificar de frustrados e incompetentes. [...] Jules Laforgue y Lewis Carroll han practicado con mejor fortuna ese juego». A Stanislaus Joyce, quien, tras criticarlo, había acabado valorando Ulises, Finnegans le desagradó: le pareció que la obra era atribuible principalmente al poder lamentable de la adulación sobre su hermano en París, a partir del éxito de Ulises.
Para Margot Norris, contrariamente, el libro presenta un sugestivo desafío: «Unos lectores sentirán rechazo o humillación ante texto tan difícil; a otros los estimulará su extrañeza y los retos que presenta. De cualquier modo, Finnegans Wake medirá su capacidad para la aventura intelectual e imaginativa».
W. Y. Tindall, a su vez, observa que «una obra en expansión, dotada de infinidad de piezas, una obra que incluía a todos y a todo, demandaba un tratamiento más y más elaborado y una gran variedad de recursos. Joyce no era más difícil de lo que tenía que ser». Por otra parte, «cualquiera que haya sido capaz de leer Ulises encontrará legible Finnegans, y cualquiera que haya disfrutado con la primera, se partirá de risa con la segunda», si bien «uno pierde de vista el bosque entre tanto árbol. [...] Avanzar de Ulises a Finnegans es como hacerlo de Cézanne a un pintor abstracto moderno [...] o de Bach a Bartok».
Harold Bloom recuerda, por su parte, que el pasaje más hermoso de Joyce es el monólogo de la agonizante Anna Livia Plurabelle en Finnegans Wake, que juzga la obra maestra del irlandés. De la misma opinión es Hermann Broch, para quien ese capítulo es «de una belleza indescriptible».
Anthony Burgess es otro acerbo defensor de Finnegans Wake, novela, como toda obra literaria, sujeta a crítica, aunque con una dificultad: «[...] podemos legislar para la literatura de la vigilia, pero es imposible establecer reglas para libros que tratan de sueños». Todo el empeño del escritor británico es «refutar a aquellos críticos que, no sabiendo lo que se pretende con Finnegans Wake, la atacan sobre la base de criterios pedestres, allí donde la obra parece más vulnerable». Dichos críticos, no hacen, sin embargo, más que «denunciar a la noche porque no brilla el sol, reprenden a lo eterno porque sus relojes no pueden medirlo, extraen sus reglas graduadas y protestan porque no hay espacio que medir». Y recuerda finalmente que «ninguna obra importante y difícil es permanentemente ininteligible, ya que son los grandes escritores los que crean la sensibilidad y el lenguaje del futuro».
Hace gran hincapié Burgess igualmente en los elementos cómicos de la novela, tan divertida como Ulises, y recuerda las grandes risotadas que escuchaba continuamente Nora Barnacle provenientes del work-in-progress-room (el cuarto donde su esforzado marido, casi ciego, trabajaba en la novela).
García Tortosa apunta asimismo la «considerable carga de humor» presente en el libro, como ocurre en Ulises, hasta el punto de que Finnegans puede consistir, según este crítico, nada más que en «una monumental y complicada broma». Alude también García Tortosa a los contenidos pornográficos y blasfemos que salpican muchos pasajes, cosa que se advertiría enseguida «si se tradujesen al inglés estándar, o a cualquier otra lengua normalizada». Frente a dichos contenidos, «Ulises parecería un libro piadoso y ñoño». También se ha querido ver en esta obra una cierta actitud paternalista por parte del autor hacia su país: la misma que demuestra hacia sus hijos Earwicker, cuyo subconsciente representa la historia de la conciencia de toda la raza humana y cuyos sueños están hechos de palabras.
En 1930, el estudioso Stuart Gilbert relacionó las dos grandes novelas de Joyce desde un punto de vista plástico: «Esa combinación de naturalismo, simbolismo y precisión tectónica, que vemos, por ejemplo, en el arte de Seurat, encuentra su literaria contrapartida en Ulises y especialmente en Finnegans Wake: en verdad, la textura de esta última obra (así como el método de su composición) es totalmente pointilliste».
Finnegans Wake, con todo, representa «el mayor esfuerzo en la historia de la literatura universal por entender, pragmáticamente, la naturaleza de la lengua». También, como se aprecia en Ulises, es innegable su fuerte significado autobiográfico; así, a semejanza del resto de la narrativa de Joyce, la acción de esta obra transcurre enteramente en Dublín, pero con la particularidad de que en Finnegans la ciudad aparece universalizada: «Encarna la historia de todas las civilizaciones y de todas las ciudades desde la antigüedad hasta el presente».
Según Richard Ellmann, este libro, como los demás del irlandés, se estudia en todo el mundo y tiene la virtud de influir poderosamente incluso en autores que no lo han leído.
En 2010 se publicó una edición corregida y expurgada de la obra, a cargo de los especialistas Danis Rose y John O'Hanlon, quienes, a lo largo de los últimos treinta años, han trabajado sobre 20 000 páginas manuscritas, detectando unos 9000 errores. La nueva versión cuenta con 120 páginas menos que la original.

### Poesía
Artículos principales: Música de cámara y Poemas manzanas
James Joyce es autor de dos únicos libros de poemas: Música de cámara (Chamber music, 1907) y Poemas manzanas (Pomes penyeach, 1927), además de algunos poemas sueltos. Ambos libros son considerados obras menores: la importancia de Joyce en el contexto de la literatura del siglo XX hubiese sido mucho menor de haberse basado solo en su obra lírica. Es sorprendente que un escritor tan original y avanzado en prosa se redujera a componer versos de corte tradicional, «intrascendentes y juguetones, cuando no repletos de sentimentalismo» en los que no se aprecia ni un retazo de la genialidad que brilla en su narrativa. La rica tradición literaria que empapa al autor, tan visible en su obra narrativa, no la utilizará nunca para ensanchar el panorama de la poesía.
Según cuenta su hermano Stanislaus, Joyce comenzó a escribir poesía en sus últimos años de colegio. Estas composiciones primerizas le valieron las alabanzas de Yeats. Chamber Music se gestó entre 1898 y 1904 y su publicación se logró a través de la influencia de Yeats y con la ayuda de su hermano Stanislaus, Ezra Pound y el poeta Arthur Symons. Su temática general es el amor juvenil, aunque según cuenta su hermano Stanislaus en El guardián de mi hermano, James afirmó que lo mismo que «poemas de amor» hubiesen podido llamarse «poemas de prostitutas». «Jim carecía de pudor», añade Stanislaus. Música de cámara obtuvo recensiones favorables. En una de ellas, Ezra Pound destacó la musicalidad de los versos y su nítido entronque con la poesía tradicional. El libro es asimismo expresivo de la "pureza lírica" que Joyce valoraba por encima de todo, opinión que suscribe Burgess, quien añade que estos poemas suenan mejor recitados que simplemente leídos; parecen haber sido concebidos para el canto. Según su traductor al español, José María Martín Triana, Música de cámara es «un suave cuarteto de cuerdas isabelino, con algunos lamentos de trompa inglesa». Joyce no se enorgullecía demasiado de este libro, y hasta llegó a negar a Padraic Colum, en 1909, que fuese poeta, aunque no le gustaba que otros coincidiesen con él en determinados juicios.
Por su parte, Pomes Penyeach apareció en la misma editorial que alumbró el Ulises, en 1927. Este libro pudo resultar la respuesta de Joyce a las agrias críticas que estaban recibiendo los adelantos que iban publicando las revistas de su obra última, Finnegans Wake. Poemas manzanas muestra una temática más amplia, desde el desconsuelo por la enfermedad a la sátira, y hasta la frustración por las dificultades con la publicación de sus libros en el autor. Se trata de poemas melancólicos en los que se trasluce claramente el dolor del ya largo exilio. Samuel Beckett dio muestras en el verano de 1927 de su entusiasmo por esta colección de poemas.
Las influencias en la poesía de Joyce son la poesía isabelina inglesa del siglo XVI, y autores como Shakespeare, Yeats, Verlaine, etc.
Según el traductor al español de su obra poética completa, José Antonio Álvarez Amorós, el más importante logro poético de Joyce es de carácter formal: «La mayor parte de los críticos que hemos citado a lo largo de este estudio declaran explícitamente la importancia de la sensación musical que transmiten los poemas». Así, son de destacar la regularidad del metro y la rima en los dos libros; la musicalidad se logra a través de recursos fónicos como la aliteración, la recurrencia sonora, las expresiones vocativas; procedimientos léxicos (uso de campos léxicos relacionados con la música), etc.

At that hour when all things have repose
O lonely watcher of the skies,
Do you hear the night wind and the sighs
Of harps playing unto Love to unclose
The pale gates of sunrise?

A la hora en que todas las cosas reposan
oh, solitario vigilante del cielo,
¿oyes el viento nocturno y el suspiro
de las arpas que tocan el amor descorriendo
las pálidas cancelas del amanecer?
Poema III de Música de cámara

### Teatro
Pese al gran interés que se le despertó al principio de su carrera por el teatro, Joyce publicó únicamente un drama: Exiliados (Exiles, en inglés), empezado poco después del estallido de la Primera Guerra Mundial, en 1914, y publicado en 1918. Se trata de un estudio psicológico sobre un matrimonio de mediana edad. La obra parece referirse a un cuento publicado anteriormente: "Los muertos" (en Dublineses), pero igualmente apunta a Ulises, empezado más o menos en las mismas fechas.

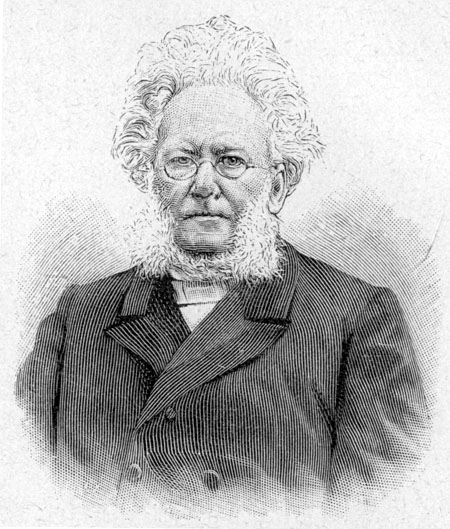
Henrik Ibsen, primera gran influencia sobre Joyce.

La crítica desarrollada por Joyce contra Irlanda se centraba principalmente en su atraso cultural, por lo que el autor trataba de acercarse a las corrientes renovadoras europeas que él cifraba en el dramaturgo noruego Henrik Ibsen, la influencia más notable en Exiles.
Al igual que en la mayor parte de su obra, en Exiliados destacan los contenidos autobiográficos, referidos en este caso a los problemas conyugales, con celos incluso de por medio, entre el escritor y su esposa, Nora. José María Valverde define la obra en este sentido como «un opaco dramón neoibseniano ventilando pleitos personales».
Obra menos artística que biográfica, en opinión de Burgess, supone un autorretrato de Joyce en 1912, que diríase basado en la obra menos exitosa de Ibsen: When We Dead Awaken (Al despertar de nuestra muerte).
Para W. Y. Tindall, Exiliados solo es sencillo en la superficie, puesto que se trata de una de las obras más difíciles de Joyce. Pero si Stephen Hero es la más pobre, Exiliados es la peor. De cualquier modo, el personaje de Richard se parecía más a su autor que el de Stephen, especialmente en el plano sentimental. Joyce trató de adaptar viejos temas y métodos a las nuevas formas dramáticas, pero en este caso su exploración no tuvo éxito.
Cuando Ezra Pound tuvo acceso a la obra, en 1915, afirmó que era «apasionante» aunque «sin la intensidad del Retrato». Yeats, por su parte, la rechazó para su representación en el Abbey Theatre de Dublín, alegando que estaba demasiado «alejada del drama folklórico y actualmente no montamos bien ni el drama folklórico». El escritor austríaco Stefan Zweig alabó la obra y, en carta a su autor, expresó el deseo de conocerlo personalmente. Más tarde, se cree que Zweig influyó para su representación en Múnich, en 1919, representación que resultó un fiasco.
Junto con Música de cámara, Exiliados se ha evidenciado como la obra menos exitosa de Joyce. El escritor Padraic Colum hace notar en una introducción a la obra: «La crítica siempre ha insistido en que Exiliados carece del encanto del Retrato del artista así como de la riqueza de Ulises. [...] Siempre se la ha descartado como un drama ibseniano, obra de un joven admirador del gran dramaturgo escandinavo». De Riquer y Valverde sostienen que Exiles es una «mediocre pieza sobre el problema de la sinceridad y su definitiva imposibilidad, con la recaída necesariamente en el aislamiento de los que por amor intentaron ser auténticos».

RICHARD (Todavía mirándola y hablando como una persona ausente.) Herí mi alma por ti. La herí con una duda profundísima que nunca podrá cicatrizar. Jamás podré saber. ¡Nunca! No quiero saber ni creer nada, no me importa. No es en la oscuridad de la fe como yo te quiero, sino en la viviente, incansable, hiriente duda. Para retenerte no quise utilizar lazos, ni siquiera los del amor. Luchaba solo para quedar unido a ti en cuerpo y alma, en absoluta desnudez... Sin embargo, ahora me siento fatigado. Me cansan mis heridas.

### Ensayo
Joyce escribió a lo largo de su vida ensayos, conferencias, críticas de libros, notas, artículos periodísticos, cartas a directores de publicaciones y poemas satíricos, si bien es esta su labor menos conocida. Ya en sus obras narrativas pueden encontrarse multitud de comentarios sobre obras literarias y otros muchos aspectos de la sociedad, la historia y el arte. El Retrato del artista adolescente, en concreto, contiene todo un sistema estético, y en Ulises el autor dedica un capítulo entero a la vida y obra de Shakespeare. En cualquier caso, «si Joyce jamás se consideró crítico, fue por propia decisión, no por incapacidad». El primer texto de Joyce recogido en la compilación Ensayos críticos data de sus catorce años, y el último de sus cincuenta y cinco.

Tanto el continente adulador y servil como el talante altanero y orgulloso ocultan un carácter indigno. La Fortuna, esa pompa destellante, cuyo brillante esplendor ha atraído, y ha engañado por igual a los orgullosos y a los pobres, es tan veleidosa como el viento. Sin embargo, siempre hay "algo" que nos revela el carácter de un hombre. Es la mirada.

A partir de 1899, encontró un filón en la literatura dramática, particularmente la obra de Ibsen, y escribió su artículo Drama y vida. Este quizá constituya la más clara manifestación de un credo artístico efectuada por el autor. En dicho artículo, Joyce insiste en la superioridad del drama contemporáneo sobre el clásico. Según Mason y Ellmann, «la superioridad del drama contemporáneo se basa en que se halla más cerca de las eternas leyes del comportamiento humano, leyes que no varían en función del tiempo y el espacio, postulado este que informa el Ulises y Finnegans Wake».
En 1900, publica el ensayo "Ibsen's New Drama", donde insiste en sus tesis anteriores. En 1901, el panfleto "The Day of the Rabblement", y en 1902 el ensayo "James Clarence Mangan". En el segundo, según Eco, «vibra el desdén hacia el compromiso con la masa, una especie de ascética aspiración al retiro y al aislamiento absoluto del artista». En el último trabajo, estudia la intensa imaginería de ese poeta irlandés decimonónico aficionado al opio.
En años posteriores, se manifiestan sus inquietudes sociales: avisa a sus conciudadanos contra el provincianismo, el folklorismo y el chovinismo irlandés. También propone una estética europea encaminada a superar los límites del arte cristiano. La literatura es la gozosa afirmación del espíritu humano. Para ello el escritor debe huir de la hipocresía y asumir su cuerpo y sus pasiones. De esta época es importante el artículo en verso "El santo oficio". Una vez abandonada Irlanda (1904), dictó una serie de conferencias sobre la misma en Trieste, en las que describe la historia de su país como una constante sucesión de traiciones, aunque también alaba su belleza natural y su valor ante la opresión inglesa. En 1912 publicó su famoso poema "Gases de un quemador", otra acerba crítica contra Irlanda, con motivo del desprecio de un editor dublinés hacia su libro Dublineses. A partir de ese momento, y pese a los ruegos de su amigo Ezra Pound, deja prácticamente de escribir artículos. Solo, durante la guerra, escribió otro poema crítico de importancia: "Dooleysprudencia". Según Mason y Ellmann, compiladores de la obra ensayística de Joyce, la crítica de escritores como Thomas Mann o Henry James interesa por lo que dice de otros escritores; la de Joyce, por lo que dice de él mismo, cuyos «textos críticos se comprenderán mejor si se los considera como parte de esa dramatizada autobiografía que Joyce escribió a lo largo de su vida en un ensamblaje perfecto».
Burgess, sobre este aspecto, comenta que el Joyce poeta, dramaturgo y crítico de mayor valía y originalidad se encuentra en sus dos grandes novelas. «Finnegans Wake completa el trabajo empezado en A Portrait, el trabajo de demostrar que la literatura no es solo un comentario sobre la vida sino parte integral de la misma. El poeta mediocre, el dramaturgo impasible y el crítico ocasional adquieren su grandeza en el contexto de la vida, que es el contexto de la novela».

Pues estoy obligado para con Irlanda:
tengo su honor en mi mano,
esta hermosa tierra que siempre envió
a sus escritores y artistas al exilio
y con irlandés sentido del humor
traicionó a sus propios líderes, uno tras otro.
"Gases de un quemador" (1912)

### Correspondencia
Joyce escribió a lo largo de toda su vida una abundante correspondencia. Según el recopilador de la misma y biógrafo de Joyce, Richard Ellmann, «la distancia con respecto a los destinatarios le hacía sentirse cómodo y escribía cartas no demasiado largas y sin divagaciones [...] el tono que predomina en ellas es irónico, conciso, apretado». En cuanto a los temas, al principio representan casi siempre la exposición detallada de sus penurias, de su debilidad física y de su desaliento, aunque sus necesidades son insignificantes en relación con sus méritos, de los cuales estaba bien seguro mucho antes de que sus publicaciones los confirmaran. En sus cartas aparecen simultáneamente súplicas y reprimendas, según se aprecia en las muchas que escribió a su hermano Stanislaus, a quien dice en una ocasión: «No tardes tanto en hacer lo que te pido, pues estoy desperdiciando mucha tinta».
Debido a su egotismo, no soportaba a quienes no homenajeaban su talento; de aquí incurría con facilidad en el "dar de lado al mundo". Muchas veces surge en sus cartas la amenaza de dejarlo todo, incluso a su familia, para perseguir sus propósitos, aunque nunca lo cumplió. Sin embargo, también se observa en ellas que era persona sociable, buen hijo, buen hermano, complaciente con su esposa, y buen padre. Las cartas atestiguan también su ansia de "santidad profana", la relación entre el arte y el yo espiritual; se reconoce la primacía del poeta sobre el sacerdote mediante un sistema ético rival de la teología. Una vez llegó más lejos, al afirmar: «No hay nada que pueda sustituir a la pasión individual como fuerza motriz de todas las cosas, ni siquiera el arte o la filosofía». Frecuentemente se ha considerado al irlandés amoral, sin embargo él se consideraba un moralista. En carta al editor Grant Richards en defensa de Dublineses, afirma sobre esta obra: «Es un capítulo de la historia moral de mi país». En sus cartas de juventud se aprecian también claramente sus ideas socialistas; aunque no mencionaba a Marx, sí nombraba a Oscar Wilde. Al empezar la Primera Guerra Mundial, en respuesta a una carta de un amigo italiano, dio muestras de su hondo pesimismo político; monarquías y repúblicas le asqueaban, y dudaba de «il sole dell'avvenire» («el sol del porvenir», es decir, el socialismo). El escritor se declaró asimismo durante un tiempo simpatizante del movimiento separatista irlandés Sinn Féin.
Joyce utilizó a menudo las cartas como medio de propaganda de su obra, aunque también las usó para otros fines, como la campaña que emprendió a favor del tenor John Sullivan, o sus infortunados proyectos económicos: importar lana irlandesa a Italia, montar un cine en Dublín, la compañía de actores en Zúrich. Psicológicamente, las cartas más importantes son las que dirigió a su mujer, Nora Barnacle, a la que parece tratar de hacer, aparte de su amante, un aliado contra el orden imperante. En una carta le dice que ve en ella «la belleza y el sino de la raza de que soy hijo». En otra le pide: «Acógeme en el oscuro santuario de tu matriz. ¡Protégeme, querida, del mal!». Como se ha visto, también es muy conocida la vertiente escatológica y fetichista presente en estas cartas.
Si las cartas a Nora evidencian su posición sentimental, las dirigidas a su hermano Stanislaus recogen la intelectual. En esta correspondencia Stanislaus aparece como «un hombre sólido, servicial y discutidor, a quien su hermano provoca intentos de emulación intelectual, así como envidia y cansancio». Termina Ellmann su prólogo a la edición de las cartas: «La mezcla de cualidades como el orgullo y la quejumbre, los destellos de sinceridad en medio de peroratas de reticencia sinuosa o confesiones fuera de lugar, confieren a sus parcos autorretratos de estas cartas un interés muy diferente del que encontramos en las adaptaciones matizadas de Henry James o en la elocuencia sin restricciones de D. H. Lawrence».

Tal vez me precipitara al pensar que pretendía usted poner en duda las palabras de Lucia. Mi opinión vuelve a ser minoritaria y de nuevo soy el único en sustentarla, pues al parecer, todos los demás creen que está loca. Se comporta como una boba con frecuencia, pero su mente es tan clara y despiadada como un relámpago. Es un ser fantástico que habla una curiosa lengua propia y abreviada. Yo la entiendo total o casi totalmente. Antes de ir a Londres, me habló de usted y de lo que usted había hecho por mí. Quería establecer por mediación suya un vínculo decisivo entre el ser disoluto que escribe estas líneas y la honorable persona de usted.
Carta a Harriet S. Weaver, 1/5/1935

En mayo de 2023 dio inicio la publicación en español del epistolario completo de las "Cartas" de Joyce, en dos volúmenes, a cargo de Diego Garrido, y editado por la editorial Páginas de Espuma.

## Legado e influencia

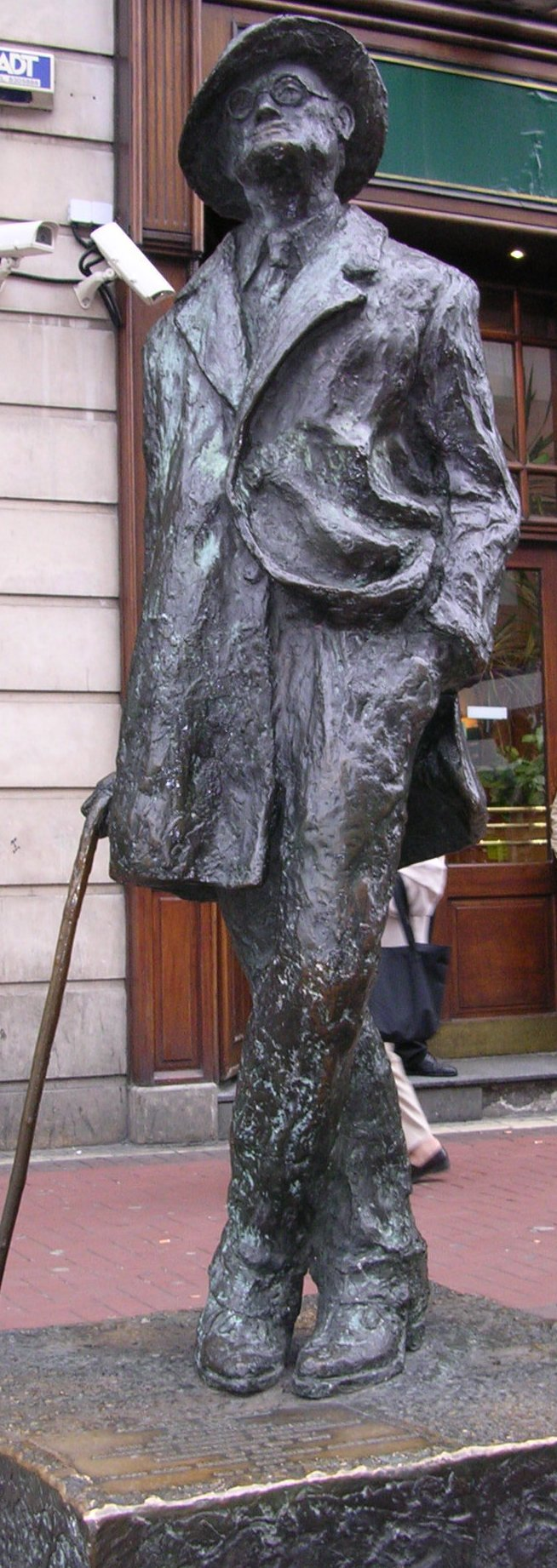
Estatua de Joyce en North Earl Street, Dublín.

### En la literatura
La crítica internacional coincide en valorar la figura de James Joyce como una de las más importantes e influyentes en la cultura literaria del siglo XX, al lado de las de Franz Kafka, Marcel Proust, Jorge Luis Borges o William Faulkner.
El crítico estadounidense Harold Bloom desarrolla un amplio y profundo análisis comparativo de Joyce con Shakespeare, destacando el coraje del primero «al basar Ulises simultáneamente en la Odisea y Hamlet», pues, como señala Ellmann, los dos paradigmas de Ulises y el príncipe de Dinamarca prácticamente no tienen nada en común. Según este crítico, Leopold Bloom es tanto Ulises como el fantasma del padre de Hamlet, mientras que Stephen es Telémaco y el joven Hamlet, y Leopold Bloom y Stephen juntos forman a Shakespeare y a Joyce. Bloom compara asimismo a Joyce con Flaubert, y habla de la condición judía del protagonista de Ulises: «Joyce admiraba a Flaubert, pero la conciencia de Poldy [Leopold Bloom] no se parece a la de Emma Bovary. Es una psique curiosamente anciana para un hombre apenas de mediana edad, y todos los demás personajes del libro parecen mucho más jóvenes que el señor Bloom. Es de presumir que tiene que ver con el enigma de su judaísmo. [...] Dublín lo considera incómodamente judío, aunque su aislamiento es autoimpuesto, [...] él está perpetuamente dentro de sí mismo, algo sorprendente en un hombre tan afable». Bloom defiende a ultranza Finnegans Wake, que compara a la obra maestra de Proust: «Puesto que Finnegans Wake, más que Ulises, es el único rival auténtico de En busca del tiempo perdido que ha producido nuestro siglo, también tiene su lugar en este libro». Bloom sospecha, sin embargo, que tanto Finnegans como The Faerie Queene, de Edmund Spenser, «serán leídas, durante los siglos venideros, por solo un pequeño grupo de entusiastas especialistas».
Herbert Gorman, en 1924, aparte de hacer hincapié en la «extrema sensibilidad de su temperamento», describió la mente de Joyce como totalmente alejada del estatismo: «Es dinámica en sus concienzudas exploraciones, como la mente de la Irlanda moderna, lo que se observa en ciertos atributos notables; esa apasionada, mística, inquieta, intrépida mente que ha sobrellevado a duras penas dos cargas monstruosas: la del Imperio Británico y la de la Iglesia Católica Romana».
Ya en 1929, Samuel Beckett supo describir muy bien la gran proeza técnica que deslumbró en las dos grandes obras de su mentor: «Aquí, la forma es el contenido, y el contenido es la forma. Puede usted quejarse de que este material no está escrito en inglés. Pero es que no está escrito después de todo. No está escrito para ser leído, o no solo para ser leído. Se ha creado para ser mirado y escuchado. Su escritura no es acerca de algo, es algo en sí mismo. [...] Cuando el sentido es dormir, las palabras se van a dormir (véase el final de "Anna Livia"). Cuando el sentido es bailar, las palabras bailan. [...] El lenguaje está borracho. Las palabras se tambalean, eufóricas. [...] Aunque de ningún modo fue él el primero en reconocer la importancia de tratar a las palabras como algo más que meros símbolos educados. Shakespeare usa gruesas, grasientas palabras para expresar corrupción. [...] ninguna criatura, en el cielo o en la tierra, ha usado nunca el lenguaje de la Obra en marcha».
Para Edmund Wilson, «Joyce es el gran poeta de una nueva fase de la conciencia humana. Como el mundo de Proust, de Whitehead o de Einstein, el de Joyce se halla en perpetuo cambio mientras es percibido por diferentes observadores en diferentes momentos. Es un organismo formado de "eventos". [...] Cada uno de ellos implica a los otros, y además es único. [...] "eventos" que transcurren en la mente de los personajes. Pero todo se reduce a simples "eventos" como los de la física moderna y la filosofía, eventos integrando un continuum, pero que pueden considerarse como infinitamente pequeños».
Umberto Eco coincide en esta perspectiva "científica" sobre la obra del irlandés, en la cual se verifica «la transposición, en la estructura del discurso, de fenómenos descritos por las metodologías científicas contemporáneas; la obra se convierte en una grandiosa metáfora epistemológica». En Finnegans, más aún que en Ulises, «cada palabra se convierte en un acontecimiento espacio-temporal». Eco, asimismo, a lo largo de todo su ensayo Las poéticas de Joyce, describe generosamente las relaciones de la obra de Joyce, no solo con todas las vanguardias del siglo XX, ya sean literarias, pictóricas o musicales, sino también con la estética medieval, muy presente en todos sus libros.
Harry Levin compara igualmente a Joyce con otros artistas revolucionarios de su época: «“Siendo usted capaz de pintar tan bellamente, ¿cómo es que se aplica a esas excentricidades?”, preguntó alguien a Picasso, y este contestó: “Esa precisamente es la razón”. Joyce, a una pregunta similar de su amigo Frank Budgen, respondió que habría sido sencillo producir un par de libros fáciles al año, pero que para él no habría valido la pena. [...] La originalidad solo se obtiene a cambio de una voluntad implacable de romper con los clichés. El artista creativo, Joyce o Picasso, Eliot o Stravinsky, debe ser fría y deliberadamente excepcional; no solo está obligado a superar a sus predecesores sino también a sí mismo».
T. S. Eliot, rebatiendo la idea del crítico Richard Aldington de que el Ulises suponía “una invitación al caos”, escribió: «Este método ha sido ya esbozado por el señor Yeats. En lugar del método narrativo, podemos ahora usar el método mítico. Es, creo firmemente, un paso adelante para transfigurar en arte el mundo moderno, en aras del orden y la forma que el señor Aldington tanto anhela. Y solo aquellos que han desarrollado su propia disciplina en secreto y sin ayuda, en un mundo que ofrece muy poco apoyo en este sentido, pueden ser de alguna utilidad en el impulso de este avance».
Stuart Gilbert refuta el "pesimismo" que se le ha atribuido al dublinés: «Las páginas finales [de Ulises], un pasaje de viviente belleza lírica, [...] son al mismo tiempo intensamente personales y simbólicas del amor divino de la Naturaleza por sus hijos, un canto primaveral de la Tierra; es significativo para aquellos que ven en la filosofía de Joyce nada más que un negro pesimismo, un evangelio de negación, que Ulises termine con un himno triple de afirmación».
El crítico de Cambridge Christopher Butler sugiere que Joyce «persigue uno de los objetivos centrales del modernismo temprano, que es atraer a un público dispuesto a tratar de descifrar las relaciones entre el medio y el mensaje estilístico. Sus obras, de Stephen Hero a Finnegans Wake, marcan en este sentido los pasos esenciales en la evolución de la literatura de la época simbolista a la post-moderna. Joyce es el más humorístico y generoso de todos los escritores del siglo XX».
El escritor español Enrique Vila Matas, siempre que se acercó a Finnegans Wake temió ser presa de una conmoción, «además, con el temor a no estar a la altura de la clase de lector que espera este libro: alguien en radical contacto con lo incomprensible y, por tanto, con el arte verdadero, con esa "hora segunda insondable sin estrellas" de los textos más próximos a nuestra gran verdad, a la realidad brutal y muda, sin significado, de las cosas. [...] siempre que he emprendido la lectura de este libro admirable, he acabado golpeado, tarde o temprano, primero por una sensación de colapso que se mezclaba con el pasmo por tan lúcido trabajo con el lenguaje, y luego por el colapso mismo, por ya ni hablar del consiguiente rubor al sentirme un negado para descifrar con precisión la espectacular exploración que hizo Joyce de los límites de la literatura».
El escritor y crítico español Eduardo Lago ve en Joyce a «quien habría de llevar a la prosa en lengua inglesa al límite de sus posibilidades, sometiéndola a la mayor renovación de toda su historia; el genio diabólico y burlón que, sorbiendo el tuétano de las palabras, sabía cómo llegar al alma misma del idioma, para desde allí, entre risas y veras, reventar códigos y normas, haciéndole cosquillas a la sintaxis, tejiendo telarañas donde caían prisioneros los morfemas; el mágico prodigioso del verbo que, destripando resortes y mecanismos, reagrupaba los vocablos en insólitas combinaciones tras las que alumbraba la fuerza desnuda de la poesía; quien, en fin, estaba destinado a cambiar, de una vez y para siempre, los rumbos por donde habría de transitar en el futuro la novela».
En la sección Ulises, ya se ha visto la fuerte resonancia que tuvo dicha novela entre los más importantes escritores en lengua anglosajona de su época. La obra de Joyce ha sido escrutada hasta la extenuación por todo tipo de estudiosos y críticos que sitúan a este autor como influencia decisiva sobre otros autores, como Hugh MacDiarmid, Samuel Beckett, Flann O'Brien, Máirtín Ó Cadhain, Salman Rushdie, Robert Anton Wilson, Joseph Campbell, etc. Harry Levin señala igualmente a John Dos Passos, Alfred Döblin, Jules Romains, Thomas Wolfe.
Según el profesor Francisco García Tortosa, gran experto en Joyce, su obra representa uno de los casos más evidentes del impacto que un autor extranjero puede ejercer en la literatura en castellano. En España se observa muy directamente en autores como Gonzalo Torrente Ballester, Juan Goytisolo, Luis Martín Santos, José María Guelbenzu, o Julián Ríos, así como en los hispanoamericanos Jorge Luis Borges, Carlos Fuentes, José Lezama Lima, Alejo Carpentier, Mario Vargas Llosa, Fernando del Paso y, muy notablemente, en su traductor Guillermo Cabrera Infante, entre otros muchos.
Otros autores tributarios de Joyce: Umberto Eco, Raymond Queneau, Philip Roth, Derek Walcott, Tom Stoppard, Anthony Burgess, Philip K. Dick.
Algunos intérpretes de su obra, en particular Vladimir Nabokov, muestran sentimientos encontrados sobre la misma, ensalzando unos libros y condenando otros. Para Nabokov, Ulises es «brillante»; mientras que Finnegans Wake es «horrible» (vid. sus obras Opiniones contundentes, The Annotated Lolita o Pálido fuego), opinión que, como se ha visto, más o menos comparte Jorge Luis Borges. D. H. Lawrence objetó contra el Ulises desde el punto de vista moral: la obra revelaba una «deliberada, periodística mente sucia». Por su parte, el escritor español Juan Benet criticó duramente esta misma novela. Entre otras cosas la tachó de simple «cuadro de costumbres, hipertrofiado por la palabrería». En 1971, ante el «océano joyceano» que invadía la cultura occidental, Benet se maliciaba que el irlandés «algún día —probablemente no será de este siglo— empezará a ser arrinconado, porque la gente se cansa de todo».
El irlandés Patrick Kavanagh probablemente se excedió al juzgar a su ilustre compatriota: «Lo que intento decir es que Joyce demuestra poca, o ninguna, de esa etérea materia prima conocida como inspiración. Es un cínico muy inteligente que ha dado con una fórmula. [...] Finnegans Wake representa el delirio de un hombre que no tiene más que decir. Llegó a fundir hasta la matriz. [...] El Retrato del artista es el testamento de Joyce. Leyendo algunos de los más atropellados pasajes de Ulises, no puedo sino pensar que Joyce es un muchacho grosero que disfruta rompiéndolo todo. Odio y orgullo».
En años recientes, sin embargo, los teóricos de la literatura han tendido a valorar por encima de todo la ambición y la fuerza innovadora del irlandés.

### En otros campos
Su impronta es también evidente en campos alejados de la literatura. La frase «Three Quarks for Muster Mark», de Finnegans Wake, es el origen del término físico quark, nombre de una de las partículas elementales más importantes, propuesta por el científico Murray Gell-Mann. El filósofo estadounidense Donald Davidson ha escrito sobre Finnegans Wake comparándola con las obras de Lewis Carroll. El psicoanalista Jacques Lacan utilizó los escritos de Joyce para explicar su concepto de sinthome. Según Lacan, la escritura de Joyce supone el último asidero que lo libró de la psicosis. El filósofo deconstructivista francés Jacques Derrida tiene asimismo un trabajo sobre el uso del lenguaje en Ulises. Derrida afirma que esta novela hay que oírla a la vez que leerla, a fin de comprenderla en profundidad.
Se conmemora anualmente a Joyce el día 16 de junio —día en que transcurre Ulises, llamado Bloomsday—, en Dublín y cada vez en más lugares del mundo.
La James Joyce Society fue fundada en febrero de 1947, en el centro cultural Gotham Book Mart, de Manhattan. Su primer miembro fue T. S. Eliot. El biógrafo de Joyce, John Slocum, fue el primer presidente de la sociedad, y Frances Steloff, fundadora y propietaria del centro Gotham, fue su primer tesorero.
En España, con el objeto de «impulsar la investigación en torno a la obra y figura de James Joyce en España», se fundó en Sevilla, en 1990, la Asociación Española "James Joyce", también conocida como "Iberjoyce", de la que es presidente vitalicio el profesor Francisco García Tortosa. La asociación publica con periodicidad anual la revista Papers on Joyce.
Cada año se celebra en Dedham, Massachusetts, la «James Joyce Ramble», un paseo pedestre en el que cada milla está dedicada a una obra de este autor. En su transcurso, actores profesionales leen y dan vida a distintos pasajes literarios de Joyce.
Gran parte del legado de Joyce se conserva en el "Harry Ransom Center", en la Universidad de Texas, que alberga miles de manuscritos, correspondencia epistolar, proyectos, pruebas, notas, fragmentos de novela, poemas, letras de canciones, partituras musicales, limericks (poemillas humorísticos de cinco versos) y traducciones de Joyce.

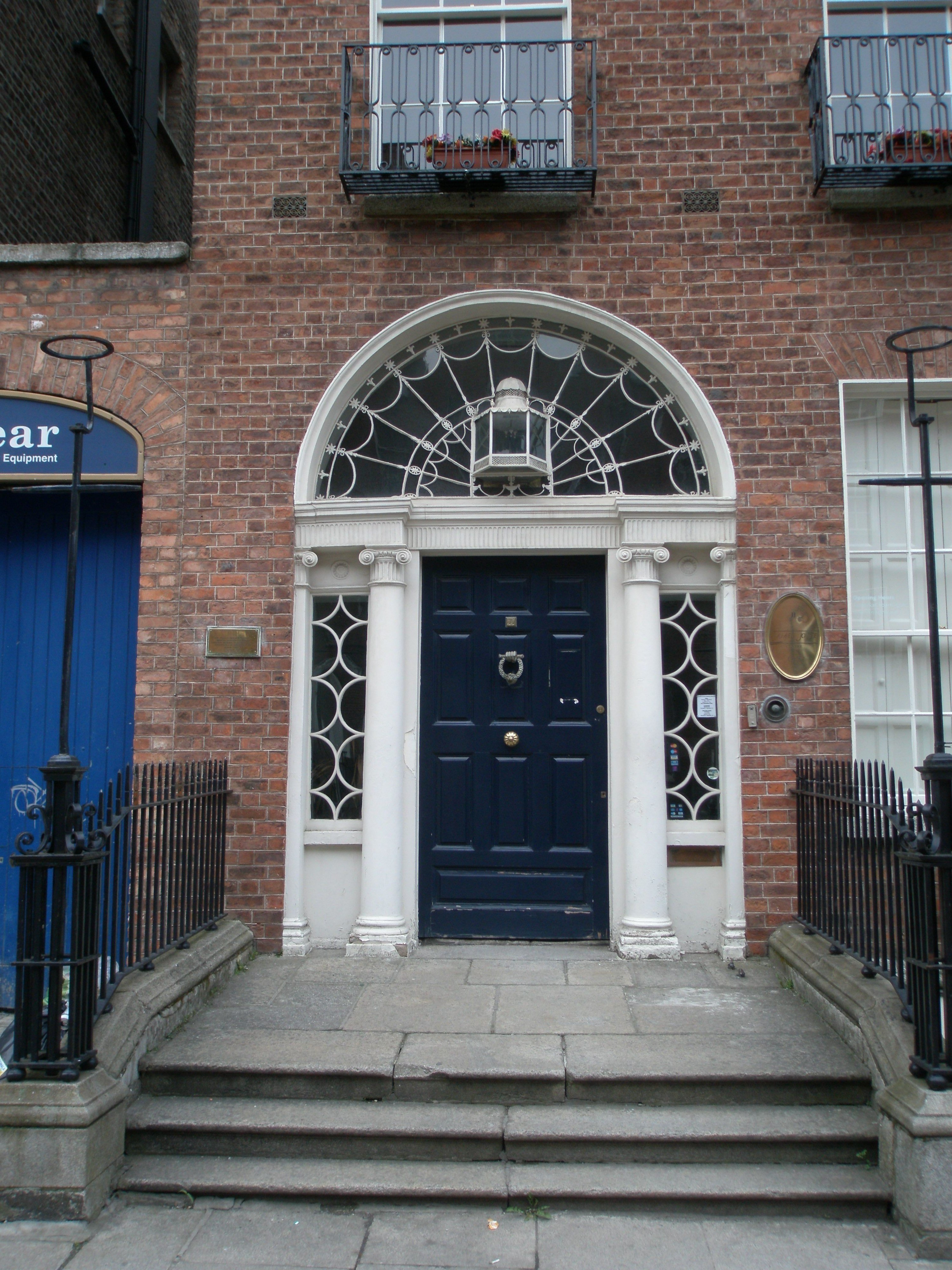
Fachada del "James Joyce Centre", en North Great Georges Street, Dublín.

No todo son facilidades, sin embargo, para los estudiosos de la obra y la biografía de Joyce. Stephen Joyce, nieto y único beneficiario de la herencia, ha afirmado que ha destruido parte de la correspondencia del escritor; amenazó asimismo con demandas si se efectuaban determinadas lecturas públicas durante el Bloomsday, y bloqueó adaptaciones de obras que consideró «inapropiadas». El 12 de junio de 2006, Carol Shloss, profesora de la Universidad de Stanford, demandó a su vez a la testamentaría por negarle el permiso de colgar material sobre Joyce y su hija Lucia en la página web de la profesora.
Syd Barrett, miembro y primer líder de la banda de rock Pink Floyd, versioneó el poema "Golden Hair", de Joyce, en su primer disco en solitario, The Madcap Laughs.
El compositor vanguardista italiano Luciano Berio ha homenajeado a Joyce a través de obras como Thema (Omaggio a Joyce), en el que una cantante recita el principio del capítulo "Las Sirenas", de Ulises, y Chamber music, sobre varios poemas del libro homónimo del dublinés.
Otros compositores de música clásica que se han inspirado en este autor: Samuel Barber, Luigi Dallapiccola, Pierre Boulez, John Cage; del pop, rock y folk: The Pogues, Kate Bush, Jefferson Airplane, Joan Báez, Van Morrison, así como los músicos de jazz Louis Stewart, Susanne Abbuehl, André Hodeir, etc.
En el campo del cómic, su vida ha sido narrada por Alfonso Zapico en Dublinés (2011). Esta obra fue galardonada en 2012 con el Premio Nacional de Cómic español.
La biblioteca central del University College de Dublín lleva hoy el nombre de Joyce. Dedicados a propagar su memoria, se fundaron asimismo en dicha ciudad el "James Joyce Centre" y el "James Joyce Museum".
De acuerdo con la legislación de la UE, los derechos de copyright sobre la obra de Joyce expiran con fecha 31 de diciembre de 2011. Aunque se plantean dudas sobre diversos documentos —por ejemplo, la muy nutrida correspondencia con su secretario, Paul Léon—, se espera que a partir de 2012 se hagan públicos aspectos de su vida y obra desconocidos hasta hoy, debido al férreo control ejercido por la testamentaría, en manos de su sobrino Stephen Joyce. En cualquier caso, la edición y representación de obras de este autor quedará automáticamente liberalizada en la citada fecha.

### Recuerdos de Joyce
El libro The Joyce We Knew. Memoirs of Joyce [El Joyce que conocimos. Recuerdos de Joyce] recoge distintos testimonios sobre el escritor por parte de antiguos amigos y paisanos.
Uno de ellos, el escritor Arthur Power, lo describía de la siguiente forma: «Su figura era agradable, ligera y graciosamente construida, con su cabeza shakespeariana; llevaba gruesas gafas que agrandaban llamativamente uno de sus ojos. Una minúscula perilla ceñía sus labios delgados, su boca de forma curiosa. Las manos eran delicadas, de finos dedos. Todo en él proclamaba al poeta, todo menos la boca. Su actitud era más convencionalmente atenta que amistosa, porque el talante social de Joyce no era cómodo. Por lo común se rodeaba de una especie de alambre de púas mental. Con todo, sus exquisitos modales hacían pensar en el Dublín de la gran época».
Uno de sus compañeros de universidad, el juez Eugene Sheehy, cuenta que, en 1928, la casa parisina de Joyce se veía repleta de pinturas y recuerdos de Dublín; incluso el dibujo de una alfombra representaba el curso del río Liffey.
El escritor Padraic Colum subraya que ya en 1902, solo con veinte años, Joyce se había convertido en toda una leyenda en su ciudad. Colum evoca la desarmante «madurez» del joven Joyce y su forma cautivadora de recitar poesía (incluso en noruego, idioma que aprendió por su devoción a Ibsen) que debía a sus conocimientos de canto.
En la biografía de su amigo Sean Lester, periodista y diplomático, se lee que cuando lo conoció, en 1940, Joyce, pese a su inmensa fama, no había echado a perder su carácter. Era una persona «natural y agradable»; por su aspecto y acento, no podía ser menos dublinés que al dejar su país, treinta años antes.
Para el editor de este libro, el crítico irlandés Ulick O'Connor, «Ya le gustase o no, él fue parte de un renacimiento literario, el desenlace de uno de esos arrebatados movimientos de la imaginación que surgieron en Florencia y culminaron en el siglo XX, en la última isla de Europa».
Su amigo Frank Budgen describió con detalle la impresión que le causó al conocerlo: «Su saludo manifestaba la elaborada cortesía europea, pero su actitud parecía distante; su apretón de manos fue frío. De cerca no parecía tan alto, a pesar de que su estatura estaba por encima de la media. El engaño era debido a su complexión delgada, a su chaqueta abotonada y los pantalones de corte estrecho. [...] La forma de la cabeza era la del óvalo alargado de las cabezas de la raza normanda. [...] Detrás de sus potentes anteojos sus ojos eran de un azul claro, intenso, pero indeterminados en su forma y de expresión impostada. Me di cuenta más tarde de que en un momento de recelo o aprensión adquirían un resplandor celeste. [...] La frente alta se abultaba por debajo de la primera línea del cabello. Su mandíbula era firme y cuadrada, sus labios, delgados y apretados, trazando una línea recta. Algo en la cabeza de Joyce me sugería a un alquimista».
Anthony Burgess, en su estudio Re Joyce (título muy joyceano: rejoice, en inglés, significa regocijarse), evoca el motivo de aparecer el escritor con el nombre de Stephen (Esteban, como el protomártir cristiano) en sus novelas: «Él también fue un mártir, aunque de la literatura; un testigo de la luz, autocondenado al exilio, a la pobreza, al sufrimiento, la humillación y (quizá lo peor de todo), ya en vida, a la canonización elitista, que la doctrina de la Palabra propagó. [...] Con las piedras que le arrojó la vida erigió un laberinto, de ahí que Stephen se apellidase Dedalus. Dicho laberinto, sin embargo, no es la guarida de un monstruo, sino refugio de la vida, en cuyas galerías se dejan oír cánticos y risas».
En su libro My Brother's Keeper (El guardián de mi hermano, 1957), Stanislaus Joyce manifestó sin reservas: «Considero poco menos que un milagro que hubiese alguien en mi familia dedicado al cultivo de la poesía o preocupado por mantenerse en contacto con las corrientes del pensamiento europeo, viviendo en una casa como la nuestra, hundida en la miseria de una generación de borrachos. No sé qué fuego interior pudo transfigurarlo».
Jorge Luis Borges dedicó varios poemas al autor de Ulises.

Qué importa nuestra cobardía si hay en la tierra
un solo hombre valiente,
qué importa la tristeza si hubo en el tiempo
alguien que se dijo feliz,
qué importa mi perdida generación,
ese vago espejo,
si tus libros la justifican.
"Invocación a Joyce", en Elogio de la sombra (1969)

## Obras

### Poesía
- Música de cámara (Chamber Music, 1907)
- Poemas manzanas o Poemas a penique (Pomes Penyeach, 1927)

### Cuentos
- Dublineses (Dubliners, 1914)

### Novelas
- Retrato del artista adolescente (Portrait of the Artist as a Young Man, 1916)
- Ulises (Ulysses, 1922)
- Finnegans Wake (1939)

### Teatro
- Exiliados (Exiles, 1918)

#### Publicaciones póstumas
- Stephen Hero (Stephen el héroe, escrito en 1904-06, publicado en 1944)
- Letters of James Joyce Vol. 1 (cartas, Ed. Stuart Gilbert, 1957)
- The Critical Writings of James Joyce (escritos críticos, Eds. Ellsworth Mason y Richard Ellman, 1959)
- The Cat and the Devil (libro infantil, 1964)
- Letters of James Joyce Vol. 2 (Ed. Richard Ellman, 1966)
- Letters of James Joyce Vol. 3 (Ed. Richard Ellman, 1966)
- Giacomo Joyce (poema escrito en 1907, publicado en 1968)
- Selected Letters of James Joyce (Ed. Richard Ellman, 1975)
- The Cats of Copenhagen (libro infantil, 2012)
- Finn's Hotel (epicletos, 2013)[424]

## Adaptaciones cinematográficas
Tanto la obra de Joyce como su propia vida, han sido objeto de diversas adaptaciones para el cine después de su muerte.
- Finnegans Wake (de Mary Ellen Bute, 1965)
- Ulises (de Joseph Strick, 1967)
- Retrato del artista adolescente (de Joseph Strick, 1977)
- James Joyce's Women (de Michael Pearce, 1985)
- The Dead (de John Huston, 1987)
- Nora (de Pat Murphy, 2000)
- Bloom (de Sean Walsh, 2003)